# Adolf Hitler
Adolf Hitler (tyskt uttal: [ˈadɔlf ˈhɪtlɐ] ( lyssna)), född 20 april 1889 i Braunau am Inn, Österrike-Ungern (i nuvarande Österrike), död 30 april 1945 i Berlin, Tyskland (självmord), var en österrikisk-tysk politiker och ordförande i Nationalsocialistiska tyska arbetarepartiet (tyska: Nationalsozialistische Deutsche Arbeiterpartei, NSDAP), allmänt känt som Nazistpartiet, från 1921 till 1945. Hitler var Tysklands rikskansler 1933–1945 och Tysklands ledare (Führer) och diktator 1934–1945.  
Hitler, som hade stridit i första världskriget, anslöt sig 1919 till DAP, blev partiets ledare två år senare och bytte partiets namn till NSDAP. I november 1923 genomförde Hitler och hans anhängare ölkällarkuppen i München som misslyckades och slutade med att Hitler dömdes till fängelse. Under fängelsetiden dikterade han första delen av Mein Kampf, som sammanfattade hans politiska mål och världsåskådning. Efter att ha frisläppts i december 1924 inledde han en flerårig framgångsrik agitation för nationalism, antisemitism och antikommunism, som gjorde NSDAP till Tysklands största parti 1932. Den 30 januari 1933 utnämndes Hitler till rikskansler för en koalitionsregering och inledde omvandlingen av Tyskland till en totalitär diktatur. 
Hitlers pangermanska politik med syfte att utvidga Tysklands "livsrum" (Lebensraum) genom annekteringen (Anschluss) av Österrike och av Sudetenlandet 1938, ockupationen av Tjeckoslovakien och anfallet mot Polen 1 september 1939 ledde till andra världskrigets utbrott. Nazismens antisemitiska, rasistiska politik formulerades konkret i Nürnberglagarna 1935 och kulminerade, efter anfallet på Sovjetunionen den 22 juni 1941 – som Hitler såg som bålverket för en judisk-bolsjevikisk konspiration mot den ariska rasen – i ett organiserat folkmord på sex miljoner judar, miljontals krigsfångar och hundratusentals romer, parallellt med massinterneringar och mord på homosexuella, utvecklingsstörda och politiska motståndare, huvudsakligen kommunister och socialdemokrater. 
Ambitionen med Hitlers expansionspolitik var att grunda ett tusenårigt rike likt det Tysk-romerska riket och upprätta tysk hegemoni från Atlanten till Ural. Krigslyckan vände för Tyskland från vintern 1941 och kulminerade 1943 i en långvarig motoffensiv, följt av allierade invasioner genom Italien och Frankrike. Tysklands hotande nederlag ledde till att en grupp bestående av officerare och konservativ-nationalistiska politiker planerade och genomförde 20 juli-kuppen, ett attentat mot Hitler som denne dock överlevde. Efter attentatet intensifierades utrensningar av alla interna fiender. I och med Tredje Rikets kollaps förföll även Hitlers omdöme och psykiska hälsa, och under slutkampen om Berlin i april 1945 begick han självmord i sin bunker i Berlin.

## Uppväxt

### Hem- och familjeförhållanden

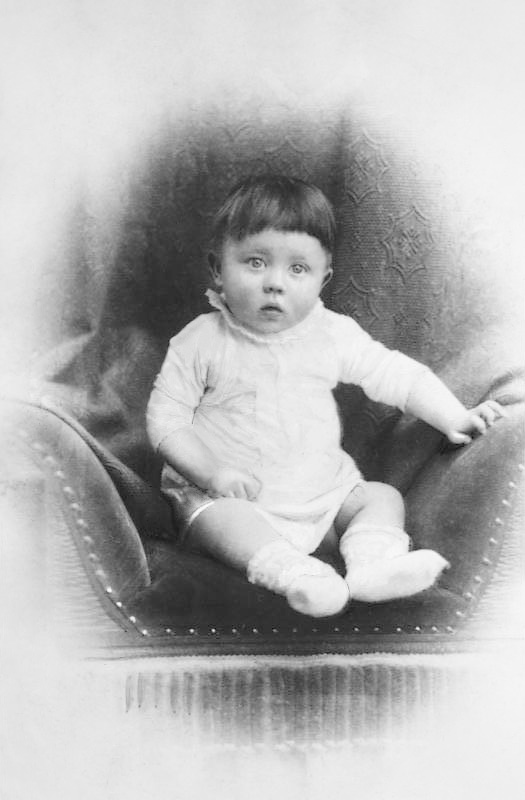
Adolf Hitler som barn.

Adolf Hitler föddes den 20 april 1889 i den österrikiska gränsstaden Braunau am Inn vid floden Inn på gränsen till Tyskland, som son till tullinspektören Alois Hitler i hans tredje äktenskap med Klara Pölzl. Adolf och hans yngre syster, Paula, var de enda av sammanlagt sex barn som nådde vuxen ålder. Till familjen räknades också de äldre barnen Alois och Angela, från faderns tidigare äktenskap.
I takt med att fadern befordrades flyttade familjen vidare till nya orter. Under sin uppväxt hann Adolf Hitler bo i Braunau (1889–1892), Passau (1892–1895), Linz (1895–1896), Fischlham (1896–1898), Leonding (1898–1905) och ånyo i Linz (1905–1907). Fadern avled när Adolf var 13 år gammal, i januari 1903, och modern dog knappt fem år senare, i december 1907. Från Adolf Hitlers hemmiljö kan noteras att fadern inte var antisemit, och betraktade antisemitism som ett uttryck för kulturell efterblivenhet.
Vem som var Adolf Hitlers farfar är höljt i dunkel då Alois var utomäktenskaplig son till den ogifta pigan Maria Anna Schicklgruber. Då hon senare gifte sig med mjölnargesällen Johann Georg Hiedler överfördes Alois i dennes äldre brors, bonden Johann Nepomuk Hüttlers, vård. Alois behöll länge moderns efternamn; först vid nära fyrtio års ålder, efter sin mors bortgång och på initiativ av fosterfadern, antog han namnet Hitler. Namnet, i olika varianter, kan i trakterna spåras tillbaka till medeltiden och bars under seklerna av fattiga småbönder. Möjligen har det tjeckiskt ursprung (Hidlar, Hidlarcek) från det närliggande Böhmen.

### Skolgång
| Vänster: Hitler i översta mitten.Höger: Hitler i närbild.  |
| Vänster: Hitler i översta mitten. Höger: Hitler i närbild. |

I småskolan gjorde den unge Hitler bra ifrån sig och skall ha varit en begåvad elev, även om drag av bekvämlighet och en envishet att syssla med enbart det han hade lust med var framträdande. Från ett berömt klassfoto taget i Leonding 1899 kan man se honom posera med ett bestämt drag kring munnen och armarna i kors. Men då han senare av sina föräldrar skickades till realskolan i provinshuvudstaden Linz gick det sämre. Hans flit bedömdes som oregelbunden och enbart i uppförande, gymnastik samt älsklingsämnet teckning gavs omdömet "tillfredsställande". Detta har förklarats med att landsortssonen Hitler där inte kände någon och därför genom sin personlighet kom att isoleras från andra. Inte heller när han av sin mor som nybliven änka 1904 skickades till realskolan i Steyer gick det bättre. Betyget var så dåligt att Hitler efter en "blöt" kväll använde det som toalettpapper. Den unge Adolf avlade aldrig studentexamen, och han fick en djupgående aversion mot allt vad skola hette. Istället tog dagdrömmarna om ett framtida konstnärskap överhanden.

### Åren i Linz och Wien
Efter faderns bortgång sålde modern hemmet i Leonding och flyttade till Linz. Tillsammans med den pension hon erhöll efter sin avlidne make innebar det att hon kunde leva på tämligen god fot i en våning i staden. Inneboende var även sonen Adolf, som efter sina havererade studier ändå levde något av en dagdrönartillvaro. Att skaffa sig ett "brödyrke", som han kallade det, var honom fjärran. Ofta kunde man se honom flanera i och kring Linz, och han fantiserade om hur han en dag skulle omgestalta staden med nya byggnadsverk sprungna ur hans geni. Mån om sin klasstillhörighet, fadern hade som tulltjänsteman varit i kejserlig tjänst, och då han ansåg konsten och konstnärskapet främst vara en angelägenhet för samhällets eliter (därur ringaktandet av den konventionella borgerligheten) klädde han sig propert, ibland i hög hatt. Dessutom införskaffade han en elegant promenadkäpp med elfenbensinfattningar. Vanligen gick han på teater och opera på kvällarna, där han helst lyssnade till Richard Wagners operor som han beundrade. Rienzi, om den italienske "folktribunen" Cola di Rienzo, kom att få särskild betydelse för Hitler. På Linzoperan träffade han den ett år äldre August Kubizek som delade hans musikintresse, och de blev under de nästföljande åren oskiljaktiga vänner. På 1950-talet skulle denne, i boken Adolf Hitler, mein Jugendfreund, återberätta sina minnen och intryck av Hitler.
I Linz började, enligt Kubizek, Hitlers politiska intresse att väckas. Han var som de flesta andra påverkad av de tysknationella stämningarna som behärskade staden (vilket bland annat manifesterades genom hälsningsfrasen Heil! sympatisörerna emellan). Hans senare utvecklade antisemitism kan, om man får tro Kubizek, likaså spåras tillbaka till denna period i Linz. Då Hitler i grunden kände sig motarbetad av en oförstående omvärld har Kubizek beskrivit hur han emellanåt kunde drabbas av hatiska och furiösa utbrott mot allt och alla. Båda förälskade sig också i samma flicka, Stefanie, men som Hitler, tunn och blek, aldrig vågade närma sig.    
1907 flyttade Hitler till Wien och sökte in på konstakademin detta och följande år utan att bli antagen, samtidigt som hans vän och rumskamrat August Kubizek antogs som elev vid musikkonservatoriet (Kubizek skulle senare inleda en karriär som dirigent som dock bröts genom krigsutbrottet 1914). Samma år dog också hans mor, vilket tog Hitler mycket hårt; "jag har aldrig sett någon så förkrossad av sorg" har moderns läkare, Eduard Bloch, berättat. (Trots att Bloch var av judisk härkomst skulle Hitler se till att Gestapo höll en skyddande hand över honom efter Österrikes anslutning till Tyskland 1938; 1940 emigrerade Bloch till USA.)
Då han ej blev antagen som konststuderande levde Hitler åren som följde ett kringflackande liv i Wien och tjänade, enligt vad han själv uppgett, sitt uppehälle som murare och målare. Långa perioder saknade han helt fast inkomst. Under dessa år kom han i kontakt med starka antisemitiska och nationalistiska strömningar som var vanliga i den österrikiska huvudstaden med sina stora minoriteter av bland annat judar. Detta kom möjligen att senare forma hans åsikter; bortsett från Hitlers egna uppgifter i propagandaskriften Mein Kampf finns mycket begränsat stöd för att Hitler var antisemit före 1919. Det finns även hållpunkter för att Hitler inte skulle ha var antisemit före eller under första världskriget: Under tiden i Linz var hans favoritskådespelare nästan undantagslöst judar, under tiden i Wien hade han judiska bekanta, och de wienska "vykort" han målade för att försörja sig såldes huvudsakligen till judiska handlare. Därutöver finns bilder på hur Hitler 1919 följer Kurt Eisner, den mördade judiske ministerpresidenten i den bayerska rådsrepubliken, till hans sista vila (mer nedan).
I Wien kom Hitler i personlig kontakt med Jörg Lanz von Liebenfels teorier om germanerna som den ariska herrerasen. I Wien levde också under tjugo år filosofen Houston Stewart Chamberlain som propagerade för pangermanism, och Hitler läste med förkärlek sin stora idols, Richard Wagners, politiska skrifter. I huvudstaden bevittnade Hitler också debatterna i parlamentet, som ibland slutade i kaos när ledamöterna talade sina modersmål, och hans förakt, inte bara mot den mångnationella Habsburg-monarkin, utan den parlamentariska demokratin som sådan stegrades. Hitler tog också intryck av den radikale nationalisten Georg von Schönerer och den kristligt sociale borgmästaren Karl Luegers retorik. Till denna hörde även antisemitismen. Enligt August Kubizek gick Hitler med i en antisemitisk förening, och återkom ständigt till fraser om "revolutionens storm", "riket" och den "ideala staten".
För att undgå militärtjänstgöring i den österrikiska armén flyttade Hitler 1913 till Bayern och München.

## Första världskriget och mellankrigstiden

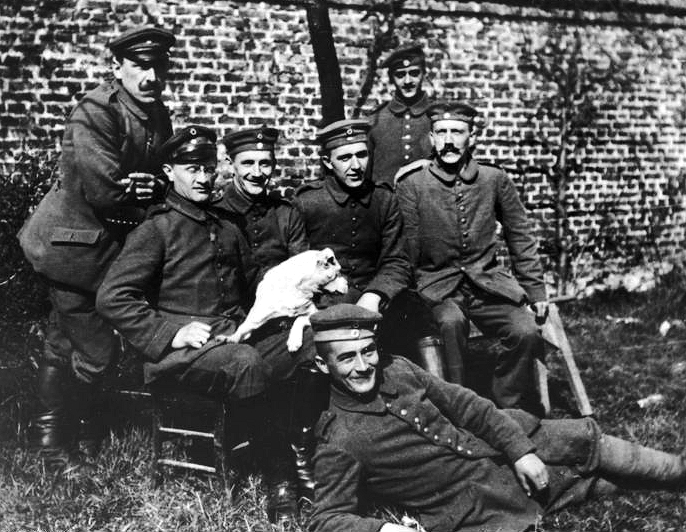
Adolf Hitler, 25 år, under första världskriget (längst ut till höger).

På det här vykortet som återfanns år 2012 skriver Adolf Hitler hur han vill delta i striderna under första världskriget frivilligt.

Vid första världskrigets utbrott 1914 blev Hitler, sitt österrikiska medborgarskap till trots, krigsfrivillig i den tyska armén. Hitler var placerad vid västfronten under nästan hela kriget och befordrades till Gefreiter (ungefär vicekorpral). Hans befälhavare ansåg att Hitler inte hade vad som krävdes för att bli en ledare. Han erhöll fem olika utmärkelser under kriget, främst av dem Järnkorset av 2:a graden 1914 för tapperhet i fält samt ett järnkors av 1:a graden 1918.
Hitler sårades lindrigt i låret av en artillerigranat vid Le Barque 1916. Efter att ha vårdats som gassjuk i Pasewalk i november 1918 och där meddelats nyheten om den tyska kapitulationen återvände Hitler till kasernerna i München. Han var mycket besviken på den nya nya regimen (som kom att kallas "novemberförbrytarna") som han ansåg hade förhindrat Tysklands militära seger i kriget. Han var förvissad om dolkstötslegenden, det vill säga tanken om att politikerna på hemmaplan hade svikit soldaterna genom att sluta fred med fienden trots att den tyska armén egentligen var "obesegrad i fält" under kriget.
Trots att den omedelbara följden av krigsnederlaget blev kejsardömets fall och utropandet av den demokratiska republiken skall han enligt en uppgift daterad 1939, lämnad av hans militära överordnade, Hans Mend, i slutet av 1918 ha yttrat: "Tack gode Gud att kungarnas kronor har fallit från trädet, nu har vi proletärer också något att säga till om". Mends trovärdighet har dock ifrågasatts, i det så kallade Mend-protokollet anklagas Hitler även för homosexuella aktiviteter under kriget 1915. Uppgifterna har av bland andra populärhistorikern Bengt Liljegren avfärdats som tendentiösa och utan bevisvärde. Därtill kommer att de var tänkta att användas mot Hitler efter en planerad statskupp 1939.

## Efter kriget

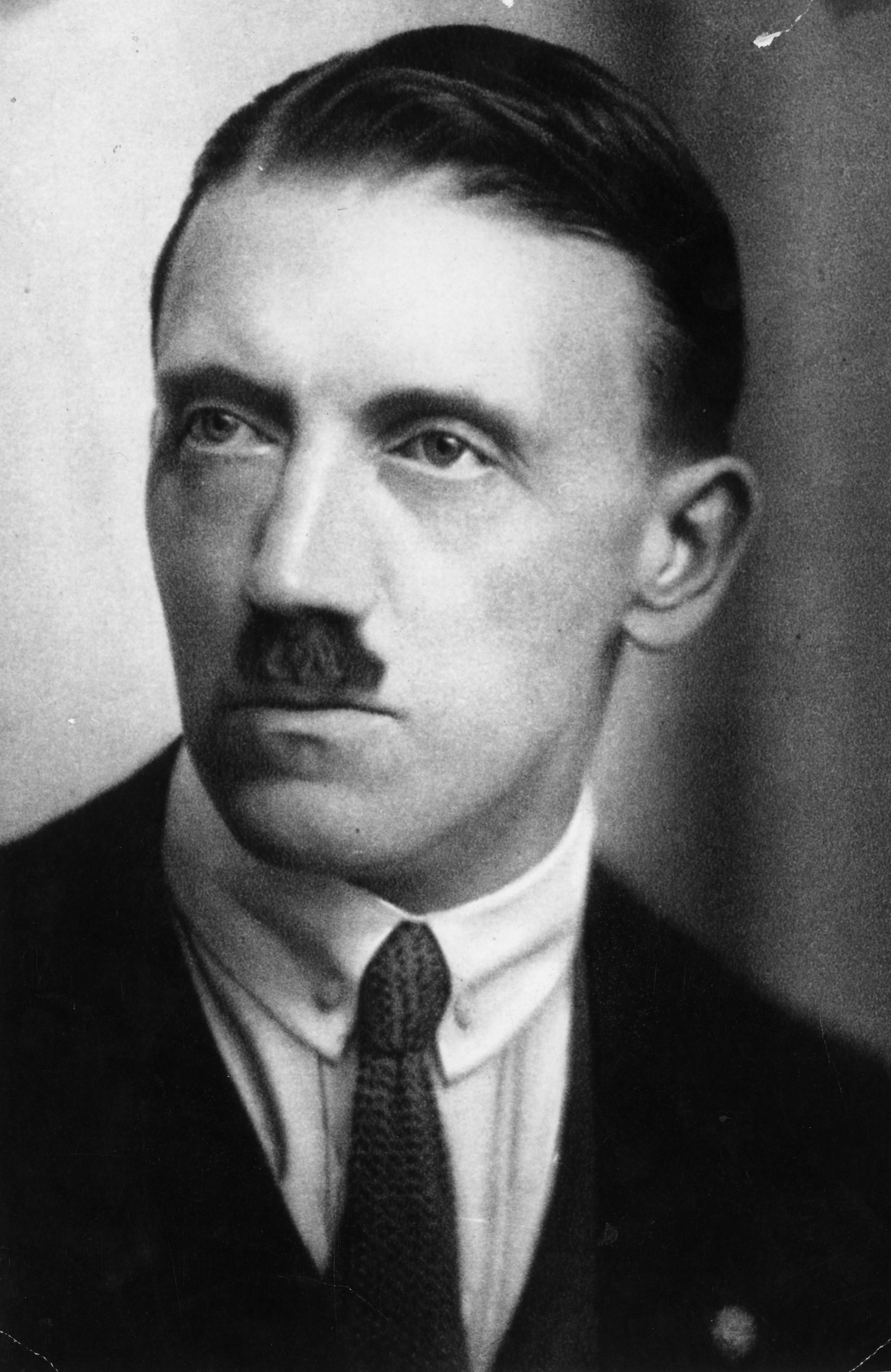
Hitler under tidigt 1920-tal.

Hitler stannade kvar inom det militära och valdes till "Vertrauensmann" ("Förtroendeman") inom sitt förband, en uppgift som bland annat innebar att han skulle förmedla propaganda till soldaterna för att säkra deras lojalitet till den nya socialistiska regimen i Bayern. Enligt den judiske revolutionären Ernst Toller skulle han ha betecknat sig som socialdemokrat; "På den tiden var alla socialdemokrater", förklarade Hitler 1921. Hitler deltog inte heller i det militära nedkämpandet av den bayerska råds/sovjet-republiken våren 1919, trots att dess ledning inte bara hade ett framträdande judiskt, utan även ett tydligt kommunistiskt inslag. En av Hitlers främsta biografer, den internationellt erkände Joachim Fest, har förklarat detta med hur svagt utvecklat Hitlers politiska medvetande var vid denna tid: "Hans politiska indolens var starkare än den kränkande känslan att vara soldat i världsrevolutionens maktsfär. Han hade å andra sidan inga reella valmöjligheter. Den militära världen var det enda sociala system där han kände sig trygg. Ett beslut att lämna soldatlivet skulle ha varit detsamma som att återvända till den anonyma värld han kom ifrån."

### Inledningen på en politisk karriär
Oaktat sina komprometterande kontakter med den "röda" regimen lyckades Hitler efter kontrarevolutionen hålla sig kvar inom armén och räddades ur rannsakningshäkte tack vare ingripande från några officerare. Han antog ett erbjudande om att bli politisk agent för riksvärnet men innan han anträdde sin tjänst genomgick han en "antibolsjevikisk skolning", ledd av högerradikala professorer vid Münchens universitet. Hitler skickades i början av september att granska en grupp vid namn Deutsche Arbeiterpartei DAP. Han deltog i debatten och imponerade på åhörare och blev, utan att ha blivit tillfrågad och utan att vara medlem i DAP, invald i arbetsutskottet. Det var även här han upptäckte sin retoriska talang som han för första gången visade på ett massmöte den 24 februari 1920. Historikern Sebastian Haffner menar att Hitlers tal började trevande, hade en ologisk struktur och ett oklart innehåll, men att hans framgång berodde på att han hade "hypnotisk förmåga" som kunde forma massorna. Haffner menar att detta också påverkade Hitler själv som genom insikten att kunna påverka andra människor fattade beslutet att bli "Führern". När han väl hade uppnått en ledande ställning inom DAP ändrade han namnet till Nationalsozialistische Deutsche Arbeiterpartei (NSDAP).
I München lärde Hitler känna personer födda i Kejsardömet Ryssland och med personlig erfarenhet av Sovjetunionen, bland andra Alfred Rosenberg, Max Erwin von Scheubner-Richter och Fjodor Vinberg. Nazistpartiets blivande chefsideolog Alfred Rosenberg hade avlagt examen i arkitektur vid ett sovjetiskt universitet 1918. Rosenberg ansåg att kärnan i bolsjevikernas taktik var att fysiskt förinta sina fiender, en taktik som han uppfattade som effektiv, även om han vid denna tid fördömde den. von Scheubner-Richter var Hitlers utrikespolitiske rådgivare och ledde en organisation, vars mål var att störta sovjetregimen och som kanaliserade finansiellt stöd från exilryssar till nazistpartiet. Fedor Vinberg var en nära personlig vän till den mördade tsarinnan och bibringade Hitler uppfattningen, att Sovjetunionen var en judisk diktatur.

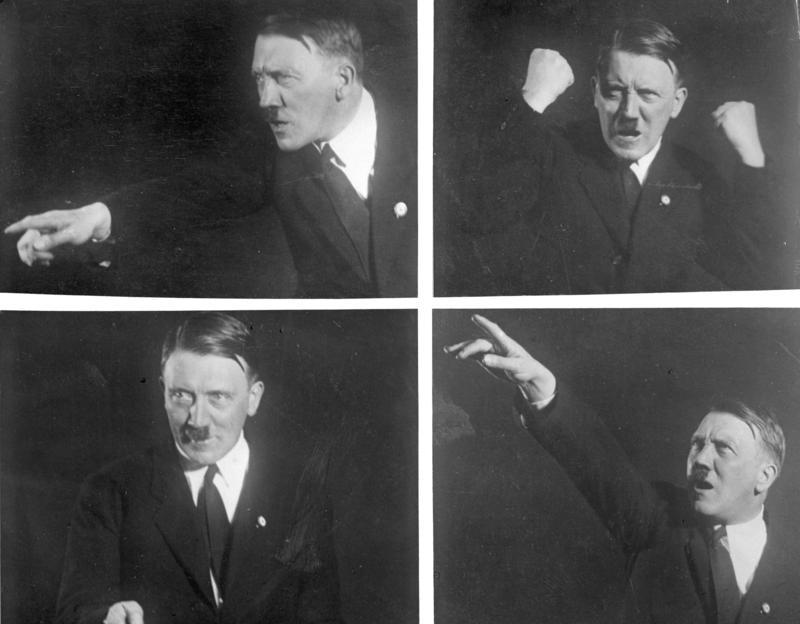
Hitler tränar talarposer 1930.

Efter ett misslyckat försök till statskupp i München, 1923 (ölkällarkuppen) varvid von Scheubner-Richter blev skjuten, dömdes Hitler den 1 april 1924 till fem års fängelse i Landsbergfängelset. Under denna fängelsevistelse författade han första delen av boken Mein Kampf, utgiven 1925 (troligen dikterad inför bland andra Rudolf Hess). Andra delen skrev han efter sin frigivning, utgiven 1926. En tredje del av Mein Kampf, skriven 1928, på sammanlagt 324 sidor, återfanns i Eher förlags kassaskåp efter kriget och överlämnades till amerikanarna. Den har aldrig utgivits. Böckerna är dels en tämligen utlämnande självbiografi, dels ett slags idéprogram för nationalsocialismen samt ett slags handbok i propaganda. Hitler fann en del av sin ideologiska inspiration hos Kristligt-sociala partiet i Österrike vars borgmästare i Wien, Karl Lueger, kombinerat antisemitiska och socialkonservativa ideal i sin politiska gärning.
Mein Kampf präglas av ett rasistiskt elittänkande och en våldsam kritik mot villkoren i Versaillesfreden efter första världskriget. Hitler lanserade här de viktigaste punkterna för sitt program – nämligen upphävandet av Versaillesfreden, revansch mot Frankrike samt skapande av Lebensraum (’livsrum’) för det tyska folket österut. Livsrummet skulle skapas genom att krossa bolsjevismen (kommunismen) som i Hitlers ögon näst efter judendomen var det tyska folkets värsta fiende. Hitler avtjänade bara en liten del av sitt fängelsestraff och frisläpptes redan den 20 december 1924.
Det beslöts efter detta att Nationalsocialistiska tyska arbetarepartiet skulle erövra regeringsmakten med parlamentariska medel. Perioden 1925–1930 ägnade Hitler främst åt att agitera och bygga ut partiapparaten med sig själv som enväldig Führer. Den stora depressionen i början av 1930-talet ledde till massarbetslöshet i Tyskland, som i kombination med utbrett politikerförakt och missnöje med Versaillesfreden gav Hitler den hjälp han behövde för att vinna stöd från de breda folklagren. Vid riksdagsvalet 1930 gick NSDAP från 2,8 procent år 1928 till att bli det näst största partiet efter socialdemokraterna med 18,3 procent av rösterna. Under de närmaste två åren gjorde han sig berömd genom att resa landet runt med flygplan i mycket stor omfattning till olika arrangerade massmöten där han med mycket stor prakt spred ut sitt program och vann gehör för sitt budskap. I juli 1932 blev Nationalsocialisterna Tysklands största parti med drygt 37,3 procent av rösterna.
Hitler, som varit statslös sedan han avsagt sig sitt österrikiska medborgarskap 1925, erhöll tyskt medborgarskap genom en politisk manöver i februari 1932, då den nazistiske inrikesministern i Braunschweig utnämnde Hitler till attaché vid Braunschweigs legation i Berlin. Detta innebar att Hitler automatiskt blev tysk medborgare och därför kunde ställa upp i presidentvalet samma år men förlorade mot den sittande presidenten Paul von Hindenburg med drygt 30 procent. I november samma år backade nazisterna till 33 procent – till största del till kommunistpartiets förmån – men förblev det största partiet med fler mandat än socialdemokratiska SPD.

## Vägen till kriget

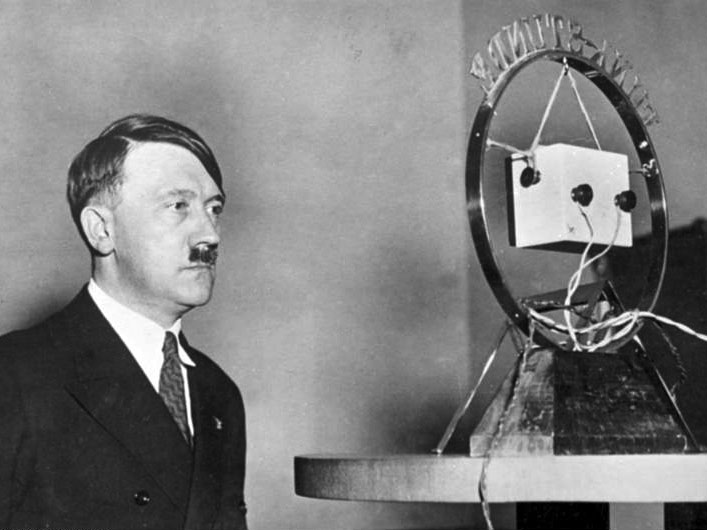
Hitler som nyutnämnd rikskansler 1933.

Sedan den parlamentariska krisen efter valresultaten 1932 förvärrats vintern 1932/33 presenterade f d rikskansler Franz von Papen en lösning för president Hindenburg; en "nationell koncentrationsregering" skulle utses med Hitler som rikskansler men med von Papen som vicekansler och med övervägande icke-nazistiska ministrar från den sittande Schleicherregeringen. Efter misslyckade försök att ena socialdemokrater och konservativa till en koalition insvors Hitler den 30 januari 1933 till rikskansler av president Hindenburg. Förutom NSDAP med två ministerposter (Wilhelm Frick som inrikesminister och Hermann Göring som minister utan portfölj) ingick Tysknationella folkpartiet i regeringen med Alfred Hugenberg som minister med ansvar för livsmedel. De flesta tunga poster, främst utrikesminister Konstantin von Neurath, justitieminister Franz Gürtner och finansminister Lutz Schwerin von Krosigk kvarstod på sina poster i enlighet med avtalet. Med endast ett departement under nazistisk kontroll och Franz von Papens löften om att hålla Hitler i schack i kontroversiella frågor var tillräckligt för att Hindenburg skulle godta förslaget och ge den nya regeringen en chans.
En knapp månad senare, den 27 februari brändes riksdagshuset ner, vilket skylldes på kommunisterna och därmed inte stärkte deras ställning. Med stöd av detta och genom att öppet anklaga kommunisterna för mordbranden drevs Hindenburg till att underteckna nya lagar som innebar inskränkningar i de medborgerliga rättigheterna (Riksdagsbrandförordningen). Samtidigt lät Hitler arrestera och fängsla kommunistpartiets ledamöter, och den 5 mars 1933 hölls på rikskansler Hitlers begäran nyval. Efter en massiv och energisk valkampanj och hoppet om en stabil regering med radikala åtgärder åt inflation, arbetslöshet och kaos gav nationalsocialisterna 288 mandat och vann därmed i samverkan med koalitionspartnern tysknationalisterna (52 mandat) en absolut majoritet om 340 av 647 mandat i riksdagen. Därmed var Hitlers ställning som regeringschef säkrad.
Efter riksdagsbranden var redan upprördheten i landet stor, och efter ett avtal med samtliga riksdagspartier utom socialdemokraterna – som vägrade foga sig – drev Hitler den 23 mars igenom den så kallade Fullmaktslagen (Ermächtigungsgesetz), som gav regeringen lagstiftande rätt i fyra år – i praktiken diktatorisk makt, eftersom den nazistiska regeringen därmed kunde lagstifta bort sina politiska fiender. För att uppnå de 432 mandat som krävdes för att genomdriva lagen hade Hitler genom skicklig retorik och löften lyckats få även de neutrala partierna på sin sida med löften om att använda lagen sparsamt. Kommunistiska KPD fick inte delta i omröstningen eftersom deras 81 mandat hade ogiltigförklarats efter riksdagsbranden (se ovan). Hitlers löften skulle snart visa sig utebli. I juni 1933 förbjöds socialdemokratiska partiet, övriga partier utom nazisterna uppmanades till att upplösa sig själva och judar, romer, kommunister, socialister samt andra som vägrade att inordna sig började att förföljas av den nazifierade poliskåren och SA-trupperna. Många sattes i de koncentrationsläger som börjat öppnas.
Hitler var en skicklig talare med demagogisk rutin och han hade en enastående förmåga att piska upp en näst intill hysterisk stämning under sina synnerligen välregisserade tal. Många tyskar beskriver det som att de blev "trollbundna" av att höra hans politiska tal. Många såg i Hitler en "räddande ängel" som kunde få landet på fötter igen och rädda Tyskland från det kaos som rått under hyperinflationen 1923.
I augusti 1934 avled president Paul von Hindenburg, och den lagstiftande regeringen lät överföra den döde statschefens befogenheter till Hitler, som tog sig titeln Führer und Reichskanzler. I praktiken hade han redan varit diktator sedan 23 mars föregående år, då han med diktatorisk auktoritet inom det nazistiska partiet, som helt kontrollerade regeringen och med majoritet i riksdagen, och tillräckligt stort folkligt stöd kunde driva igenom vilka lagar han ville. Den 30 juni 1934 hade stora delar av SA:s ledarskikt, Gregor Strasser samt Hitlers företrädare Kurt von Schleicher mördats på Hitlers order (se Långa knivarnas natt). Även vicekansler von Papen skulle ha mördats men satt vid tillfället i trygghet i husarrest. Verkställandet stod Heinrich Himmlers SS för. Orsaken var att det inom SA:s ledning med högste chefen Ernst Röhm i spetsen fanns starka socialistiska strömningar som praktiskt taget ville avskaffa kapitalismen. För att få det stöd han behövde från militären och industrin beslutade Hitler att oskadliggöra SA:s ledning. Dessutom var Hitler orolig för att Röhm själv hade för stora maktambitioner och planerade att störta honom genom en kupp. I ett tal till tyska riksdagen den 13 juli 1934 rättfärdigade han sitt handlande i denna "Tysklands ödestimma".
Hitler hade kommit till makten främst tack vare sina löften att utplåna arbetslösheten (som var cirka 40 procent 1932) och upprätta landets "heder" genom att befria tyskarna från de enligt honom helt oacceptabla villkoren i Versaillesfreden. Tre år efter att NSDAP fått makten var arbetslösheten så gott som utraderad. Detta hade blivit möjligt dels genom en intensiv militär upprustning och jättelika offentliga byggnadsprojekt, inte minst motorvägsbyggen (Autobahn) och dels genom att kvinnor uppmuntrades att stanna hemma. Detta gjorde att Hitler även efter maktövertagandet behöll sin popularitet hos befolkningen. Upprustningen och nybyggena finansierades till stor del av valutamanipulation men de negativa effekterna kom att skjutas upp tills Tyskland kunde tömma erövrade nationers guldreserver.

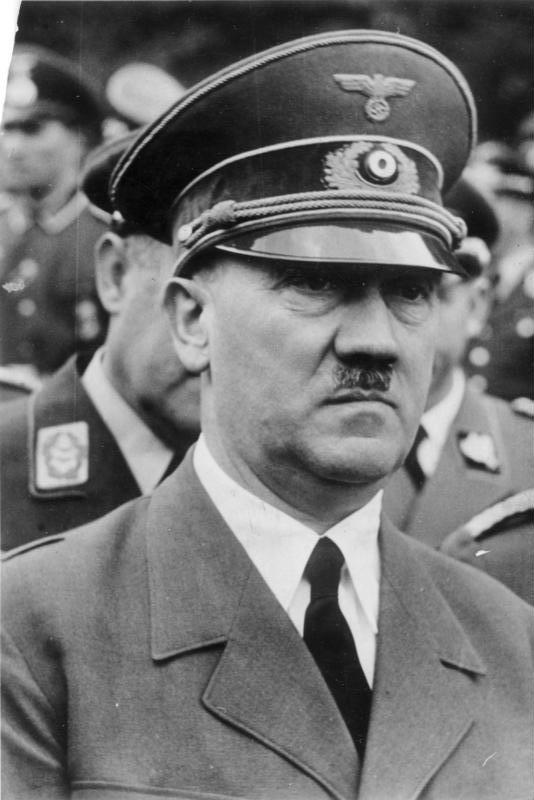
Adolf Hitler, 1937.

Adolf Hitler var från och med Hindenburgs död 1934 helt enväldig. I den nazistiska staten fanns ingen skriven författning som inskränkte stats- och regeringschefens makt. I realiteten innebar det att inget viktigt beslut över huvud taget kunde fattas mot Führerns (det vill säga Hitlers) vilja, och det fanns följaktligen inga legala möjligheter att kontrollera eller avsätta honom. Systemet gjorde att Hitler och den nazistiska staten smälte samman till ett. Führerns ord var lag, och det innebar förräderi att på allvar motsätta sig Hitlers vilja. För att lägga mesta kraften på det som intresserade honom mest, utrikespolitiken (i stort sett liktydigt med planeringen inför andra världskriget) delegerade han många befogenheter till de ministrar som ansvarade för inrikespolitiken. Hitler kunde dock (om han så önskade) återkalla dessa befogenheter och avsätta eller till och med låta mörda sina ministrar om de inte ansågs pålitliga.
Propagandaministeriet som leddes av Joseph Goebbels hade en viktig uppgift i att sprida propaganda om den nazistiska statens överlägsenhet och dess ofelbare ledares förträfflighet. Någon riktig personkult hann inte växa fram innan andra världskriget startade men det fanns långt gångna planer på att införa en "nazistisk religion" där Hitler fick en gudaliknande status (se även kejsarkult och personkult). En rad spektakulära monument till Hitlers och nazistatens ära planerades också.
I strid mot villkoren i Versaillesfreden efter första världskriget återinförde Hitler allmän värnplikt 1935 och inledde en kraftig upprustning av flottan och flygvapnet (Luftwaffe), året efter besattes även det demilitariserade Rhenlandet, och man lämnade även Nationernas förbund. Även detta var uppenbara brott mot Versaillesfreden. Då västmakterna nöjde sig med att protestera tolkade Hitler det som ett svaghetstecken hos framför allt britter och fransmän och fortsatte sina planer att skapa Lebensraum för sitt tusenåriga "tredje rike". Östeuropa skulle erövras, Sovjetunionen krossas och judarna utrotas tillsammans med andra folk som enligt nazisterna saknade existensberättigande. Den slaviska befolkningen skulle förslavas, deporteras bortom Uralbergen eller likvideras.
Parallellt med den kraftiga upprustningen av armén sökte Hitler allierade inför ett framtida storkrig. Det ledde 1936 till ett närmande till det fascistiska Italien som styrdes av Benito Mussolini. Han inledde också ett samarbete med Japan som sedan början av 1930-talet bedrev en mycket aggressiv utrikespolitik. Detta samarbete ledde 1940 fram till en försvarspakt med japanerna.

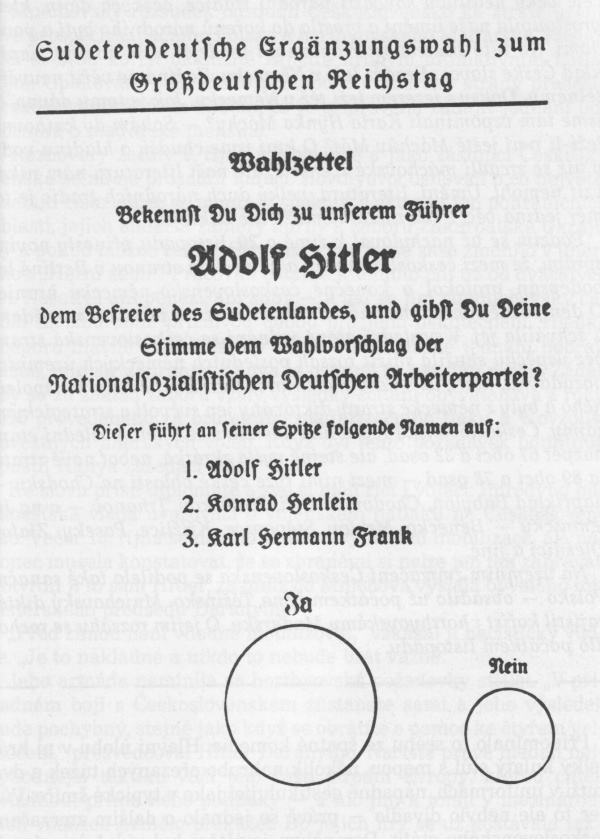
Valsedel från valet i Sudetenlandet.

Nästa steg för att förverkliga sina planer blev att 1938 ansluta Österrike (Ostmark) och delar av Tjeckoslovakien (Sudetenland) till Tyskland, som då kom att kallas Stortyskland. Återigen nöjde sig Storbritannien och Frankrike med att protestera, man ville till varje pris undvika ett nytt storkrig. I en berömd konferens i München i september samma år gick Storbritanniens premiärminister Neville Chamberlain med på en försäkran från Hitler att denne inte skulle göra anspråk på fler landområden i Europa (så kallad eftergiftstaktik). 
Hitler visade sig frustrerad efter Münchenavtalet eftersom han hade hoppats på ett begränsat krig som skulle ha möjliggjort en större succé, men denna åsikt delades varken av hans omgivning eller det tyska folket som befarade att Tyskland skulle förlora ett krig. Därför reagerade den tyska offentligheten med stor lättnad när Münchenkrisen inte ledde till ett nytt krig. Efter annekteringen av Sudetenland hölls ett val den 5 december 1938 där annekteringen (enligt officiella siffror) fick stöd av 97,3 procent av väljarna. Våren 1939 införlivades emellertid även resten av Tjeckoslovakien (Böhmen-Mähren) och när Hitler sommaren 1939 kom med nya krav, denna gång på Polen, förklarade britterna och fransmännen att de skulle förklara krig mot Tyskland om Hitler beslutade sig för att angripa Polen.
Även om revansch mot Frankrike var en av huvudpunkterna i Hitlers program önskade han troligen aldrig något krig mot Storbritannien. Då fransmän och britter sade sig vara beredda att förklara krig mot Tyskland i händelse av att man anföll Polen accepterade Hitler inviten från Sovjetunionen som 23 augusti 1939 resulterade i Molotov–Ribbentrop-pakten. Nyheten om pakten mellan Tyskland och Sovjetunionen väckte oerhörd häpnad i Europa. Hitler å sin sida ville till varje pris undvika ett nytt tvåfrontskrig vilket var fallet i första världskriget. Med överenskommelsen med Sovjetunionen torde han ha räknat med att västmakterna skulle avstå från att förklara krig när han inledde det planerade angreppet mot Polen. Stalin skulle låta honom hållas när anfallet mot Frankrike inleddes. När fransmännen var besegrade skulle han med ryggen fri kunna inleda "korståget mot bolsjevismen", det vill säga kriget mot Sovjetunionen. Analysen att västmakterna skulle förbli passiva visade sig vara felaktig.

## Andra världskriget

### Erövringarna (1939-1941)
Att Hitler ville föra krig var ingen hemlighet, utan tvärtom något som han hade annonserat genom hela sin politiska karriär. Revanschen mot Frankrike var en viktig punkt på Hitlers agenda, likaså att ta tillbaka de förlorade områden efter första världskriget. Idén att erövra Sovjetunionen dök upp för första gången i april 1924, något som han även skrev i Mein Kampf som kom ut 1925. Däremot såg han England mer som en framtida bundsförvant. Som långsiktigt mål formulerade Führern att skapa ett tyskt rike som skulle dela världen med tre andra stormakter: Storbritannien, USA och Japan. Sina krigsplaner uppenbarade Hitler första gången inför sin närmaste politiska och militära krets den 5 november 1937, vilket dokumenterats i Hoßbachprotokollet. Enligt Martin Bormanns anteckningar från februari 1945 ville Hitler slå loss under Münchenkrisen 1938, men att han inte kunde börja kriget eftersom Frankrike och Storbritannien gick med på alla krav. Inför chefredaktörerna för de tyska tidningarna i november 1938 erkände han att alla tal om fred de föregående åren hade som syfte att dölja den upprustning som hade pågått samtidigt.

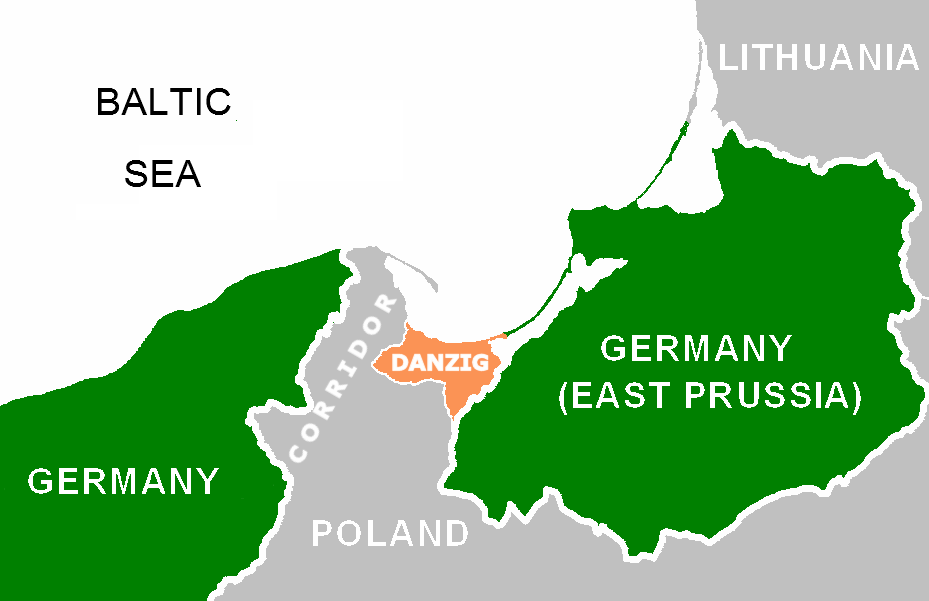
Den polska korridoren.

Andra världskriget började med det tyska överfallet mot Polen. Efter första världskriget hade Danzig fått statusen "fristaden Danzig" och hade fått Nationernas förbunds skydd. Staden låg mellan de tyska provinserna Pommern och Ostpreussen vilket ledde till det tyska kravet att Danzig skulle "heim ins Reich" ("hem till riket"). Redan i maj 1939 hade Hitler förklarat för sina generaler att Danzig inte var ett mål i sig utan att det var en etapp mot en utvidgning av Tyskland österut. Hitlers ultimatum till den polska regeringen att få den polska korridoren och Danzig avböjdes eftersom man räknade med Frankrikes och Storbritanniens stöd. Ett annat viktigt skäl var att Hitlers krav, om de hade gått igenom, hade lett till att Polen hade förlorat stora landområden vilket i sin tur hade gjort det omöjligt att försvara landet mot framtida angrepp. Den polska regeringens agerande passade Hitler utmärkt som längtade efter att börja kriget.
För att undvika ett tvåfrontskrig hade Nazityskland slutit ett avtal med Josef Stalins kommunistiska Sovjetunionen den 23 augusti 1939. Denna icke angreppspakt fick namnet Molotov–Ribbentrop-pakten (efter Sovjetunionens och Tysklands utrikesministrar). För Hitler var målet dock enbart att skapa sig en bättre utgångsposition för tillfället. Redan i början av augusti hade han sagt till NF-kommissionären Carl Burckhardt att han skulle anfalla Sovjetunionen så fort västmakterna var besegrade. Till detta fanns ett hemligt protokoll om en uppdelning av nordöstra Europa mellan Tyskland och Sovjetunionen. Tyskland skulle få större delen av Polen i utbyte för att Sovjetunionen fick Polens östliga delar, de tre baltiska länderna samt Finland. Nu behövde Hitler inte bekymra sig om Sovjetunionen (för tillfället), och troligen hoppades han att västmakterna (och Italien, som ännu inte var en pålitlig bundsförvant) skulle låta honom få som han ville igen. 
Den 31 augusti 1939 berättade tysk radio om ett förslag från Hitler för att lösa Polenkrisen. Senare erkände han gentemot sin diplomatiske tolk Dr. Schmidt att radiosändningen var ett alibi för att ge sken av att han hade försökt att bevara freden i Europa. Bakom kulisserna dock hade Hitler tillintetgjort varje medlingsförsök; han var rädd för att "någon fähund i sista ögonblick skulle lägga fram en medlingsplan".

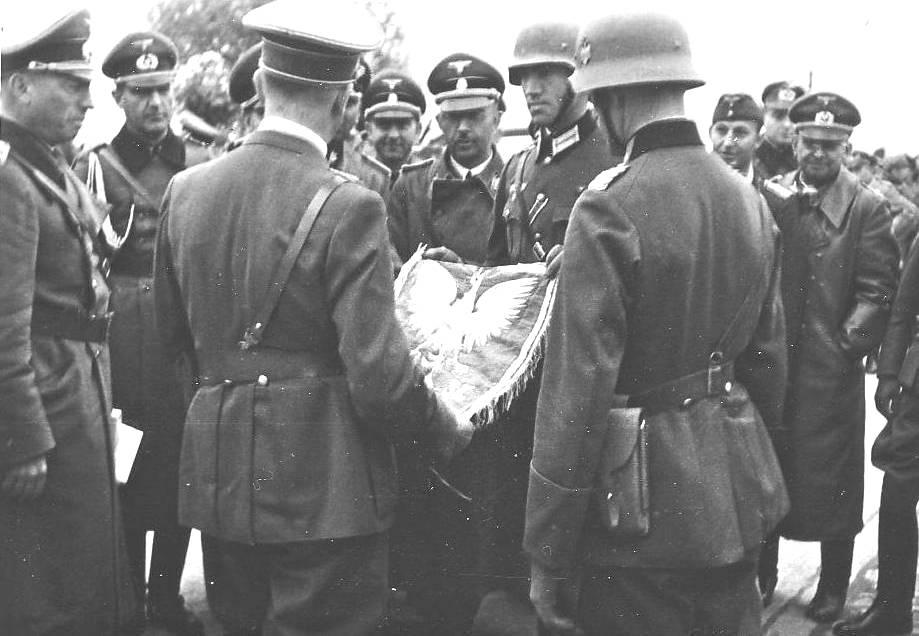
Himmler och Hitler i Polen (september 1939).

För att ge tyskarna ett svepskäl för att angripa Polen fick SS order om att iscensätta provokationer. En grupp SS-soldater tog på sig polska uniformer och överföll den tyska radiostationen Gleiwitz som befann sig nära den tysk-polska gränsen. När Tyskland anföll Polen den 1 september förklarade Hitler inför riksdagen: "Sedan kl. 5.45 imorse skjuter vi nu tillbaka". Till skillnad från augusti 1914 fanns det dock inga större patriotiska känsloyttringar den här gången, den tyska befolkningen förhöll sig mestadels passiv. Den tyska offentligheten tyckte att den polska korridoren skulle bli en del av Tyskland, men utan krig. Hitler själv hade varit medveten om tyskarnas olust att föra krig igen och hade inför journalister i november 1938 förklarat att han var tvungen att hela tiden prata om fred för att i hemlighet kunna förbereda landet för ett nytt krig.
När Storbritannien (tillsammans med Frankrike) förklarade krig mot Tyskland den 3 september var Hitler besviken eftersom han inte såg landet som en fiende att slåss emot samt att han var orolig över att ett krig mot Storbritannien skulle leda till Tysklands nederlag. Oron minskade dock när västmakterna förblev helt passiva under denna fas av kriget samtidigt som Polen besegrades snabbt. När Polen hade erövrats började också tyskarnas ockupationspolitik vars mål var att utrota både de judiska polackerna och den polska eliten. Det finns ingen skriftlig order från Hitler om detta, men det finns andra källor som belägger vad han hade i åsyfte. Exempelvis åberopade Heydrich i juli 1940 en "utomordentligt radikal specialbefallning av Führern" för att genomföra utrotningen och det finns även ett memorandum av Himmler från maj 1940 där han pratar om att eliminera delar av den polska befolkningen och att förslava dem som inte hade utrotats. Enligt historikern Sebastian Haffner är Himmlers memorandum ett tydligt tecken på vad Hitler ville eftersom han menar att Himmler var Hitlers högra hand och språkrör när det gällde regimens förbrytelser. I Polen dog under kriget ungefär var sjätte invånare, 6 miljoner människor.

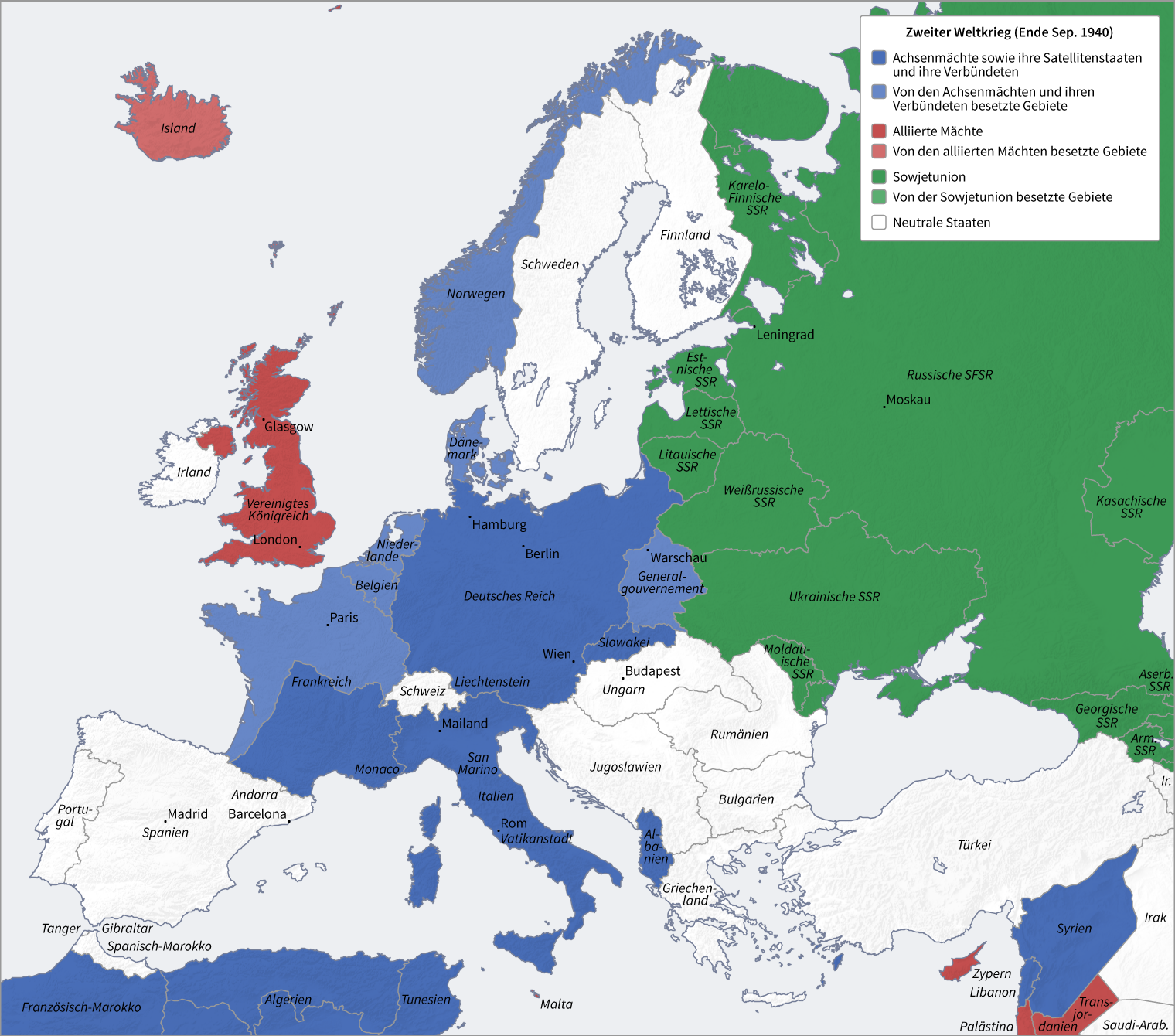
Europa i september 1940.

Den 9 april 1940 inleddes invasionen av Danmark och Norge, i maj började anfallet mot Frankrike. Under erövringen av Polen och Danmark respektive Norge hade Hitler lyssnat på sina militära experter. När fälttåget mot väst inleddes intog han en mer ledande roll. Enligt Sebastian Haffner var Hitler en drivande kraft bakom fälttåget mot Frankrike och Hitler var även den som gav stöd till von Mansteins plan som ledde till erövringen av Frankrike. Enligt Haffner måste Hitlers betydelse understrykas eftersom det fanns ett stort motstånd mot hans idéer. Generalstabschefen Halder motsatte sig planen och en del generaler var till och med beredda att genomföra en kupp mot Hitler eftersom de befarade att ett krig mot Frankrike skulle leda till en liknande utgång som under första världskriget när offensiven fastnade i ett skyttegravskrig. När Frankrike hade besegrats efter sex veckor bestämde sig Hitler för att genomföra kapitulationsförhandlingarna i samma tågvagn där tyskarna hade kapitulerat 1918. Några dagar efter kapitulationen åkte Hitler till Paris för att titta på några av stadens sevärdheter. Den 6 juli anordnades en segerparad till Hitlers ära. Enligt Bengt Liljegren ökade Hitlers popularitet avsevärt efter segern över Frankrike. Enligt historikern Götz Aly måste detta dock sättas in sitt rätta sammanhang. Han menar att tyskarna hade ett enormt förtroende för Hitler fram till sommaren 1939, men när kriget började minskade populariteten stadigt. Aly påpekar dock också att Hitlers popularitet fick ett litet uppsving efter segern mot Frankrike, men enligt Aly ska detta uppsving inte överskattas.
Efter erövringen av Frankrike övervägde Hitler att invadera Storbritannien under kodnamnet "Operation Seelöwe" ("sjölejon") men eftersom han bedömde det som för riskabelt ville han istället tvinga landet till ett fredsslut genom kontinuerliga bombräder mot storstäderna ("slaget om Storbritannien") vilket dock misslyckades. Trots denna motgång satte Hitler igång med sin plan att överfalla Sovjetunionen, han hoppades att en snabb seger mot det stora landet i öster skulle binda USA i Stillahavsområdet samtidigt som Storbritannien då inte kunde räkna med hjälp från Förenta Staterna. Hitlers anfallsplaner föranledde Hitlers ställföreträdare Rudolf Hess att på eget bevåg flyga till England i en Messerschmidt 110 för att mäkla fred med Storbritannien. Hess önskemål gick inte i uppfyllelse, istället arresterades han. Hitler förklarade händelsen officiellt med att Hess hade fått ett nervsammanbrott. Ett annat problem för Hitler var att Italien hade betydande problem att erövra balkanhalvön vilket ledde till att Hitler sände trupper dit för att hjälpa sin bundsförvant. Därmed fördröjdes angreppet mot Sovjetunionen. Dessutom kunde Hitler genom skicklig diplomati liera Ungerns Miklós Horthy, Rumäniens Ion Antonescu samt Bulgariens Bogdan Filov till Tyskland.

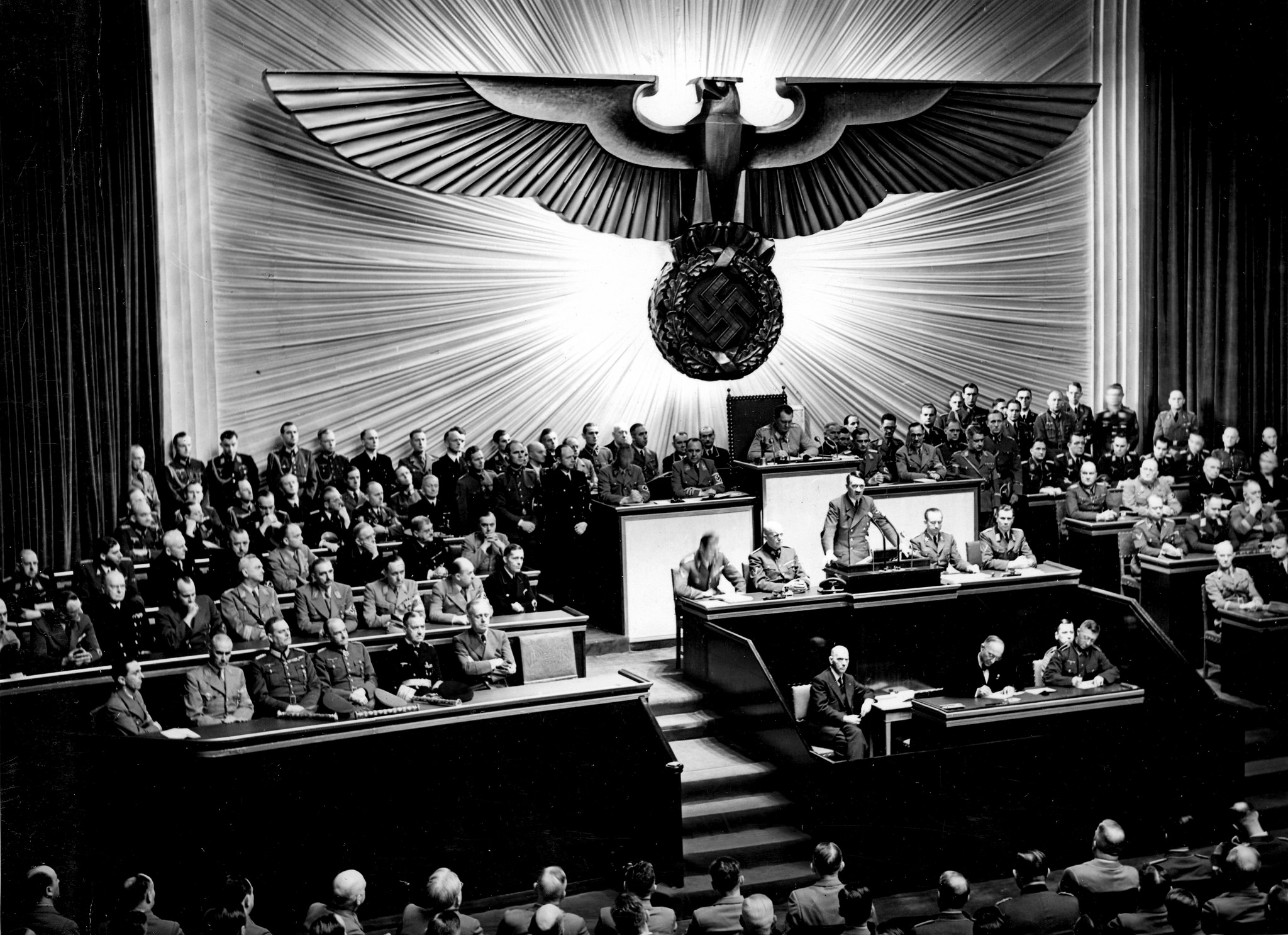
Hitler talar till riksdagen i Krolloperan och förklarar krig mot USA 1941.

På våren 1941 förberedde Hitler invasionen mot Sovjetunionen. Tanken var att erövra och att utplundra landet vilket skulle ge Tredje riket en avgörande fördel i det fortsatta kriget. Tyska Wehrmacht skulle försörjas via de livsmedel som fanns i Sovjetunionen. Enligt beräkningar från lantbruksministeriet skulle denna strategi leda till 20-30 miljoner hungerdöda, även ryska krigsfångna planerades att svälta ihjäl. "Detta är ett utrotningskrig" deklarerade Hitler inför sina generaler den 30 mars 1941. Enligt kommissarieordern (6 juni 1941) skulle sovjetiska politiska officerare, kommunister, sabotörer och judar betraktas som partisaner och skjutas. Förutom det ideologiska målet, att utrota den "judiska bolsjevismen", ville Tyskland dessutom få kontroll över spannmål i Ukraina samt oljan i Kaukasus. Det konkreta beslutet att överfalla fattade Hitler redan den 31 juli 1940: en blockad mot Storbritannien och en seger mot Sovjetunionen skulle öka Englands beredskap för att sluta fred med Tyskland. När överfallet började den 22 juni 1941 läste propagandaminister Goebbels upp ett tal av Hitler kl. 5.30 på morgonen. I talet erkände Hitler att icke-angreppspakten från augusti 1939 hade varit en taktisk manöver och han framställde överfallet som en reaktion på sovjetisk provokation. Kl. 3.15 på morgonen den 22 juni 1941 inleddes "Operation Barbarossa" med tungt artillerield som följdes av att Wehrmachtförband korsade gränsen. Den röda armén överrumplades helt och hållet av anfallet och led stora förluster i denna inledande fas av kriget. När överfallet började var Hitler mer dämpad, men han blev mer optimistisk efter de stora framryckningarna under de första månaderna. Offensiven fastnade dock under regnperioden på hösten och när vintern kom började den röda armén med sin motoffensiv som slog angriparna tillbaka utanför Moskva. Hitler var utom sig och förbjöd sina trupper att dra sig tillbaka.
Hitler hade redan innan kriget mot Sovjetunionen inleddes förklarat att detta skulle bli ett krig där ingen hänsyn skulle tas till krigets lagar. Målet var enkelt men extremt brutalt. Sovjetunionen skulle krossas till varje pris, och hela området fram till Uralbergen skulle tas i besittning. Judar, kommunister och alla andra som påstods hota det tyska folkets existens skulle utrotas, 14 miljoner slaver skulle bli arbetsslavar, uppemot 40 miljoner skulle avrättas och lika många deporteras. Kriget på östfronten var ett masskrig som saknar motstycke i storlek och brutalitet. Kriget beräknas ha kostat 27 miljoner ryssar livet, varav 17 miljoner var civila. I siffran ingår också minst 3 miljoner soldater som dog som krigsfångar. De dog av svält, sjukdomar, misshandel eller blev helt enkelt massavrättade.   

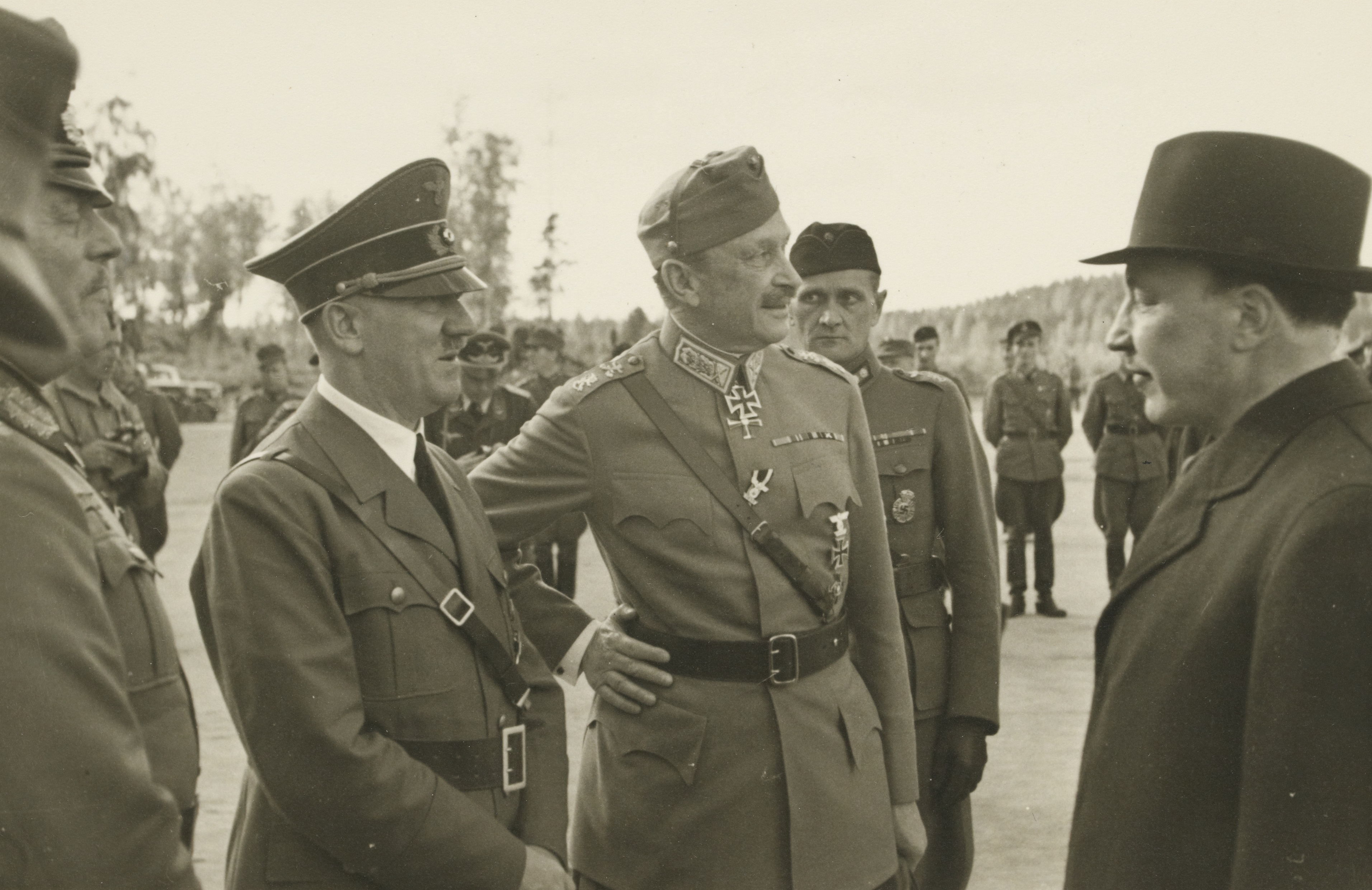
Hitler, Mannerheim och Risto Ryti (juni 1942).

När japanerna attackerade Pearl Harbor den 7 december 1941 kom detta som en total överraskning för tyskarna. Fyra dagar senare förklarade Hitler krig mot USA, vilket han offentliggjorde i ett tal inför riksdagen på eftermiddagen den 11 december. I ett läge där Tysklands trupper precis hade lidit sitt första stora nederlag utanför Moskva är skälet till Hitlers krigsförklaring fortfarande något som historikerna diskuterar. Historikern Antony Beevor ser orsakerna i att Hitler ville ge tyska ubåtar möjligheten att intensifiera sjökriget i Atlanten och att Hitler såg USA som ett land dominerat av judarna vilket i Hitlers ögon ändå skulle leda till krig med Tyskland förr eller senare. Historikern Sebastian Haffner förklarar Hitlers beslut utifrån nederlaget utanför Moskva. Haffner menar att det misslyckade fälttåget i Ryssland visade Hitler att han inte längre kunde vinna kriget mot Sovjetunionen. Och om segern inte längre var inom räckhåll så kunde heller inte England övertalas till ett fredsslut och därmed kunde Hitler likagärna förklara krig mot USA. Haffner menar dessutom att det inte är en slump att krigsförklaringen mot USA den 11 december och Wannseekonferensen den 20 januari ligger så nära inpå varandra. Eftersom kriget inte längre gick att vinna struntade Hitler i en militär seger och fokuserade istället helt och hållet på att utrota judarna. Detta förklarar enligt Haffner också varför Hitlers strategi under krigets andra hälft gick ut på att försvara alla ockuperade områden så långt som möjligt: för att kunna mörda så många judar som möjligt.

### Förintelsen (fr.o.m. 1941)

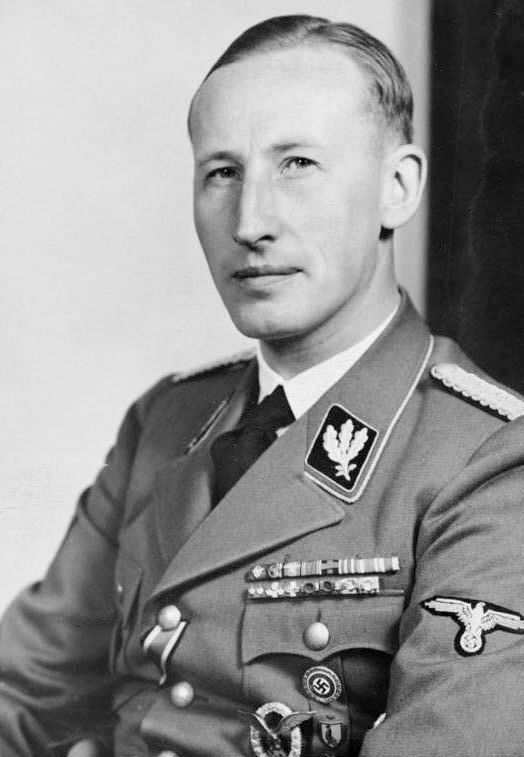
Reinhard Heydrich.

"Avlägsnandet av judarna" var en av de mest centrala punkterna i Hitlers och nationalsocialismens politik. Redan i Mein Kampf skrev Hitler att om Tyskland "låtit tolv eller femton tusen av dessa hebreiska folkfördärvare smaka giftgasen så som hundratusen av våra allra bästa tyska arbetare från alla skikt och yrken måste på slagfältet, då skulle inte miljonoffret på fronten ha varit förgäves". Denna politik mot judarna sattes igång genast efter maktövertagandet 1933 varvid några centrala punkter var bojkotten mot judiska affärer i april 1933, Nürnberglagarna i september 1935 och Kristallnatten 1938. Enligt Goebbels dagboksanteckningar bestämde Hitler att polisen skulle dra sig tillbaka under Kristallnatten så att våldsamheterna mot judarna inte skulle hindras.
Från 1937 hade säkerhetstjänsten under Reinhard Heydrich fått en allt mer central roll i judepolitiken som utvecklade planer på att fördriva judarna från Tyskland. När andra världskriget började radikaliserades politiken gentemot judarna vilket visade sig i allt fler förbud mot dessa. Samtidigt utvecklades planer på att deportera judarna till reservat i utkanten av Tysklands maktområde, ett pilotprojekt under ledning av Adolf Eichmann som godkändes av Hitler personligen. En annan tanke bestod i "Madagaskarplanen" där alla judar inom det av Tyskland ockuperade området skulle avlägsnas till Madagaskar. Tanken med dessa planer var att judarna skulle utplånas långsiktigt genom dåliga levnadsförhållanden, låga födelsetal och bestraffningar.
När "Madagaskarplanen" inte gick att genomföra eftersom ön låg utanför Tysklands maktsfär fick Heydrich i början av 1941 i uppdrag av Hitler att utarbeta en plan för den slutgiltiga lösningen av judefrågan. Detta resulterade i Heydrichs förslag att deportera judarna till Sovjetunionen efter att landet hade besegrats. Kriget mot Sovjetunionen inleddes den 22 juni 1941 och redan innan fälttåget började hade Hitler varit tydlig med att detta krig hade som syfte att förinta både kommunismen och judarna. Riktlinjerna som "Führern" tillkännagav våren 1941 gjorde att tyska soldater i princip inte längre kunde åtalas för krigsbrott. Utöver det bildades "specialenheter" ("Einsatzgruppen") (under ledning av SS-chefen Heinrich Himmler) som fick i uppdrag att skjuta judar. Massavrättningar av judar i Sovjetunionen övergick snabbt i att mörda Sovjetunionens civilbefolkning i stor skala. Härvid försäkrade sig Himmler alltjämt om att han hade Hitlers stöd.

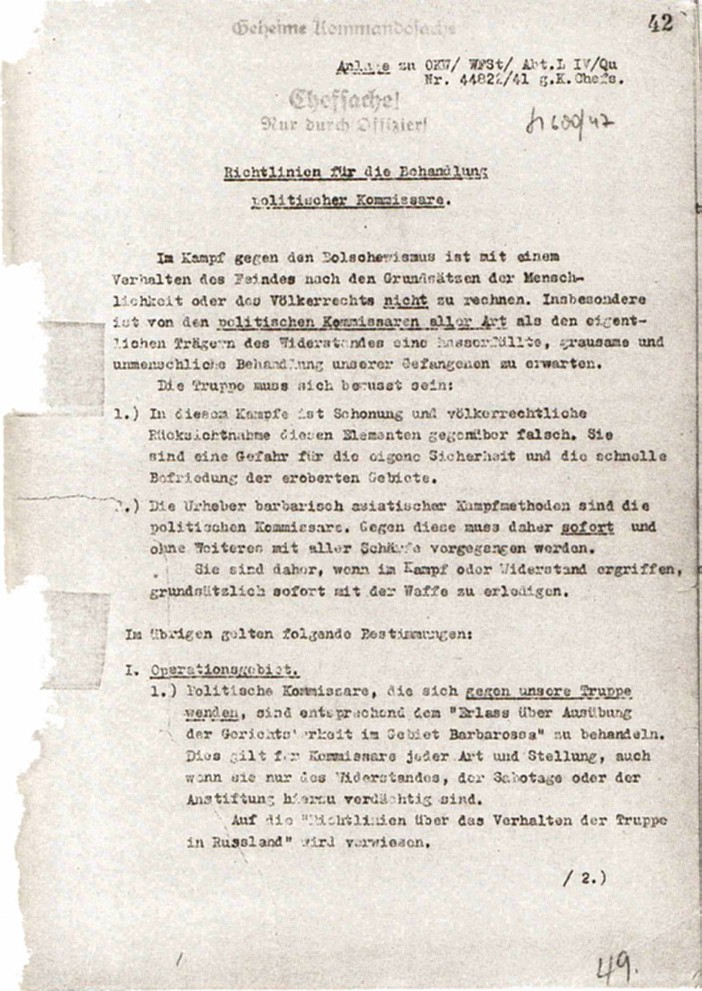
Kommissarieordern (Kommissarbefehl).

Under sensommaren 1941 trappades politiken mot judarna upp och i september hade Hitler bestämt sig för att deportera alla judar inom det tyska riket och protektoratet vilket under hösten utvidgades till att gälla alla judar inom hela tyska maktområdet. Samtidigt skedde en propagandistisk upptrappning mot judarna. Redan i ett riksdagstal i januari 1939 menade Hitler att ett nytt världskrig skulle innebära "en utrotning av den judiska rasen i Europa". Vid ett möte med Tredje Rikets ledande nazister den 12 december 1941 upprepade Hitler sitt budskap från januari 1939 (se ovan). Goebbels noterade i sin dagbok efteråt: "Angående judefrågan är Führern fast besluten att göra rent bord. Han har förkunnat profetian om judarna, att om de ännu en gång skulle åstadkomma ett världskrig skulle de få uppleva sin egen förintelse [...] Världskriget är här, judarnas förintelse måste bli den nödvändiga konsekvensen". Efter ett samtal med Hitler den 18 december 1941 noterade Himmler: "Judefråga/utrota som partisaner".
En central händelse i massmordet på Europas judar var Wannseekonferensen den 20 januari 1942 där man tog det formella beslutet av nazibyråkratin att verkställa den "slutgiltiga lösningen av judefrågan", det vill säga den avsiktliga och totala utrotningen av Europas judiska befolkning. När Reinhard Heydrich bjöd in till Wannseekonferensen den 20 januari 1942 hade redan hundratusentals judar mördats. Genom att bjuda in till ett sådant möte ville Heydrich informera den ledande byråkratin och göra den medansvarig genom att berätta om detaljerna i Förintelsen. Innan konferensen fanns det två konkurrerande planer: Heydrich ville deportera Europas 11 miljoner judar till utkanterna av det tyska riket där judarna skulle utplånas långsiktigt på grund av dåliga livsvillkor, hårt tvångsarbete och direkta mordaktioner. Heinrich Himmler däremot ville påskynda folkmordet utan en heltäckande plan. Under Wannseekonferensen var det Himmlers linje som fick stöd, bland annat eftersom det hade utvecklats möjligheten att massmörda människor genom att gasa ihjäl dem.

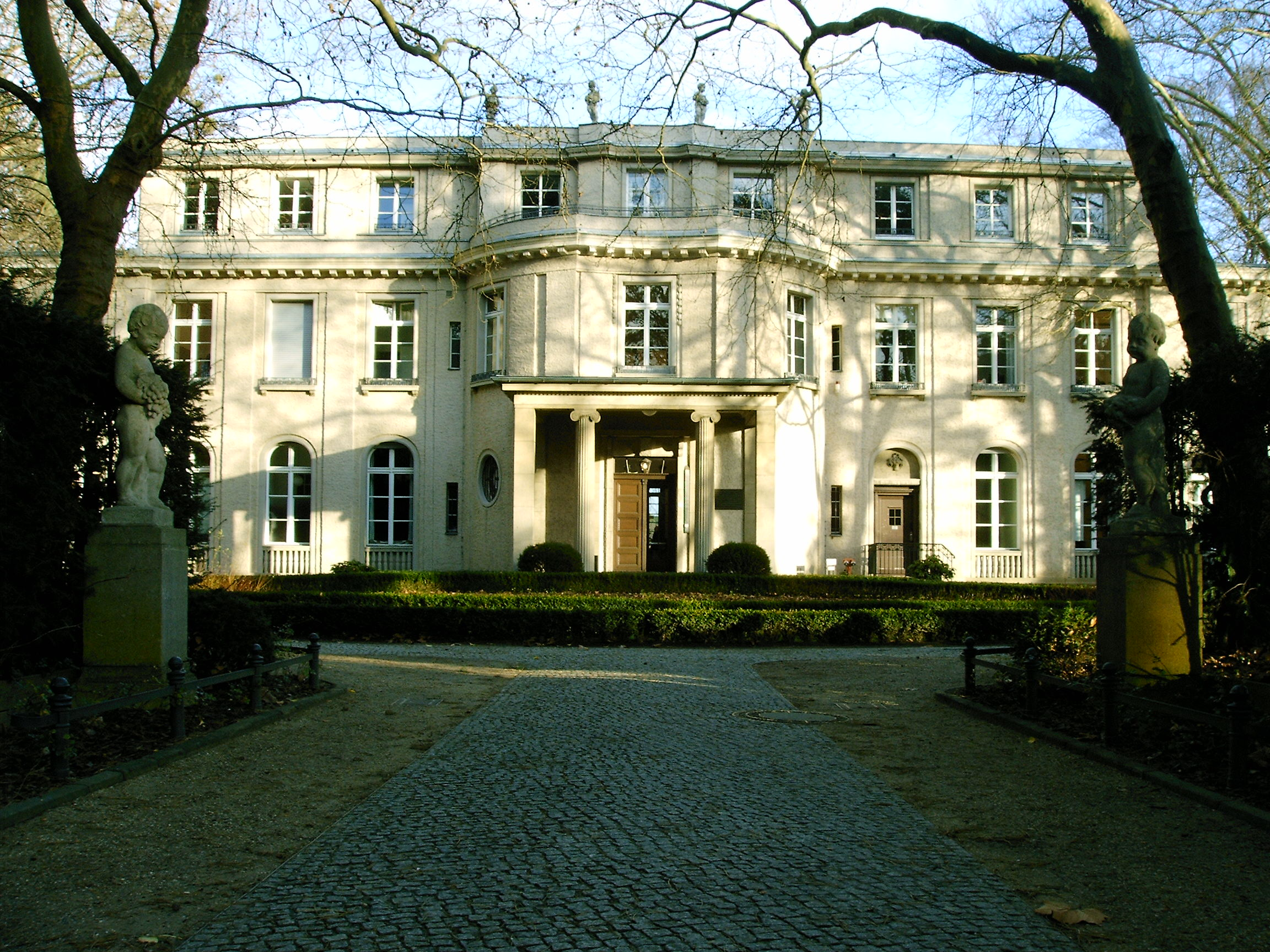
Wannseevilla i Berlin-Wannsee.

För att genomföra massmordet byggdes så kallade förintelseläger, där Auschwitz i Polen var ett av de största och mest beryktade. I dessa läger tros cirka 9 miljoner människor ha mördats. Offren utgjordes av judar, romer, homosexuella, handikappade, prostituerade, politiskt oliktänkande (särskilt kommunister) samt fyra miljoner etniska polacker. Inrättandet av förintelselägren var ett resultat av att det var mycket svårt att dölja massmord i en sådan ofattbar skala. I dödsfabrikerna gick "processen" mycket snabbare och var lättare att dölja. Hitler besökte aldrig själv Auschwitz eller något annat koncentrationsläger utan överlät hela planeringen och genomförandet av folkmorden på Schutzstaffel som leddes av Heinrich Himmler. Andra centrala personer i planeringen var Himmlers högra hand Reinhard Heydrich och Adolf Eichmann.

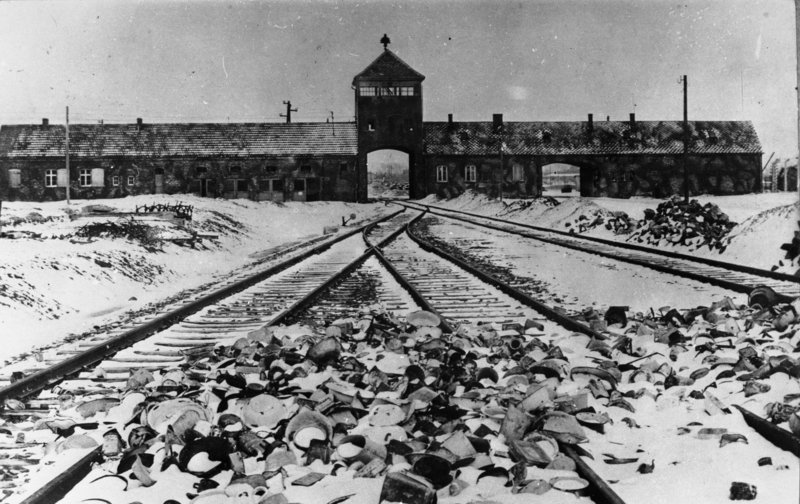
Auschwitz.

Vissa har genom åren hävdat att Förintelsen skedde utan att Hitler kände till den. Detta eftersom det inte finns något bevarat dokument där Hitler direkt beordrade Förintelsen. En överväldigande majoritet av historiker och andra forskare menar dock att detta påstående saknar grund. Historikern Bengt Liljegren räknar upp några bevis på Hitlers centrala roll i Förintelsen som t.ex. riksdagstalet från januari 1939 där han pratar om utrotningen av den judiska rasen. Det finns även flera vittnesmål om att Hitler sedan 1941 flera gånger pratade om att antingen låta judarna jobba ihjäl sig eller att utrota dem och jämförde Förintelsen med Louis Pasteurs och Robert Kochs kamp mot sjukdomar. Sommaren 1941 berättade Reinhard Heydrich för Adolf Eichmann: "Führern har beordrat fysisk utplåning". Likaså var Albert Speer helt säker på att det var otänkbart att ett viktigt beslut fattades utan att Hitler hade godkänt det. Att det inte finns någon central order från Hitler om att utrota judarna beror enligt historikern Hans Mommsen på att Hitler praktiserade ett "polykratiskt regerande", dvs. att låta saker och ting gå och att enbart ingripa om olika intressen råkade i konflikt med varandra. Hitler signalerade sin vilja som de lägre befälen sedan verkställde på eget initiativ.

### Slutet på expansionen och reträtt (1942-1944)
1942 inledde tyskarna en ny offensiv mot oljefälten i Kaukasusregionen. Till en början marscherade trupperna framåt men under hösten 1942 gick operationen i stå. Hitler insisterade på att erövra staden Stalingrad (idag: Volgograd) vid floden Volga, något som stötte på motstånd hos generalstabschefen Franz Halder som tyckte att armén borde koncentreras mot oljefälten istället. Sammandrabbningen mellan tyska Wehrmacht och den röda armén slutade med att Tysklands sjätte armé omringades i Stalingrad i november 1942. Utbrytningsförsök förbjöds av Hitler och den 2 februari 1943 gick 137 000 tyska soldater i fångenskap. Slaget vid Stalingrad och de allierade framgångarna i Nordafrika markerade vändpunkten i andra världskriget vilket enligt Bengt Liljegren även påverkade Hitler som fick en allt dystrare sinnesstämning, Albert Speer ansåg till och med att diktatorn var deprimerad. Hitler slutade titta på film, lyssnade inte längre på musik och minskade antalet offentliga tal. Varje dag i Wolfsschanze följde ett fast schema där militära genomgångarna varvades med fasta måltider där Hitler och hans sällskap pratade om många olika ämnen, kriget berördes då väldigt sällan. När diktatorns humör försämrades efter nederlagen infördes testunder som skulle förbättra hans sinnesstämning. Även Berghof blev en allt viktigare tillflyktsort för Hitler.

### Krigets slut (1944–1945)
När kriget gick allt sämre samlades konservativa krafter inom armén som ville undanröja Hitler. I slutet av 1943 fanns det färdiga planer på att genomföra en statskupp, men ett svårare problem var hur man kunde komma åt Hitler, flera attentatsförsök mellan 1943 och 1944 misslyckades. Greve Claus Schenk von Stauffenberg var den som slutligen fick i uppdrag att genomföra attentatet. Som stabschef hos chefen för reservarmén hade han nära tillgång till Hitler och placerade en bomb nära Hitler under en lägesrapport den 20 juli 1944. Bomben detonerade men Hitler överlevde med lättare skador, antagligen eftersom han just vid explosionen lutade över ett tungt bord som skyddade honom från bomben. Stauffenberg och 200 andra inblandade avrättades, 5 000 personer arresterades. Bilderna från avrättningarna transporterades till Wolfsschanze och visades för Hitler som tittade på dem med tillfredsställelse.
Efter attentatet den 20 juli beskrevs Hitler som sjuk av sin närmaste omgivning, något som bekymrade Martin Bormann. Hitlers personlige läkare Theodor Morell verkade dock hittat en behandling som hjälpte diktatorn att tillfriskna. Morell använde en blandning av olika preparat som huvudsakligen bestod av hormoner, druvsocker och vitaminer. Även om vissa inslag av droger förekom (ögondroppar med kokain exempelvis) var Hitler inte drogberoende, även om han enligt Bengt Liljegren var psykiskt beroende av Morells medicin. Att Hitler mådde bättre visade sig också i att hans livskraft väcktes på nytt under sensommaren 1944. Situationen som Tyskland befann sig i då var jämförbar med läget hösten 1918, strax före första världskrigets slut, när den tyska militära ledningen hade dragit slutsatsen att kriget var förlorat och borde avslutas. Men till skillnad från september 1918 bestämde sig Hitler för att fortsätta kampen in i det sista. För att säkerställa detta och förhindra en kapitulation i förtid lät han genomföra "Aktion oväder" den 22 augusti 1944 där f.d. ministrar, borgmästare, parlamentsledamöter, partifunktionärer, mm. arresterades. Dessutom lyckades Hitler att stabilisera den militära situationen genom att organisera "Folkstormen (Volkssturm)" (där alla män från 16 till 60 år ingick) samtidigt som han ökade kampviljan genom ständigt prat om " ett undervapen" som skulle vända krigslyckan.

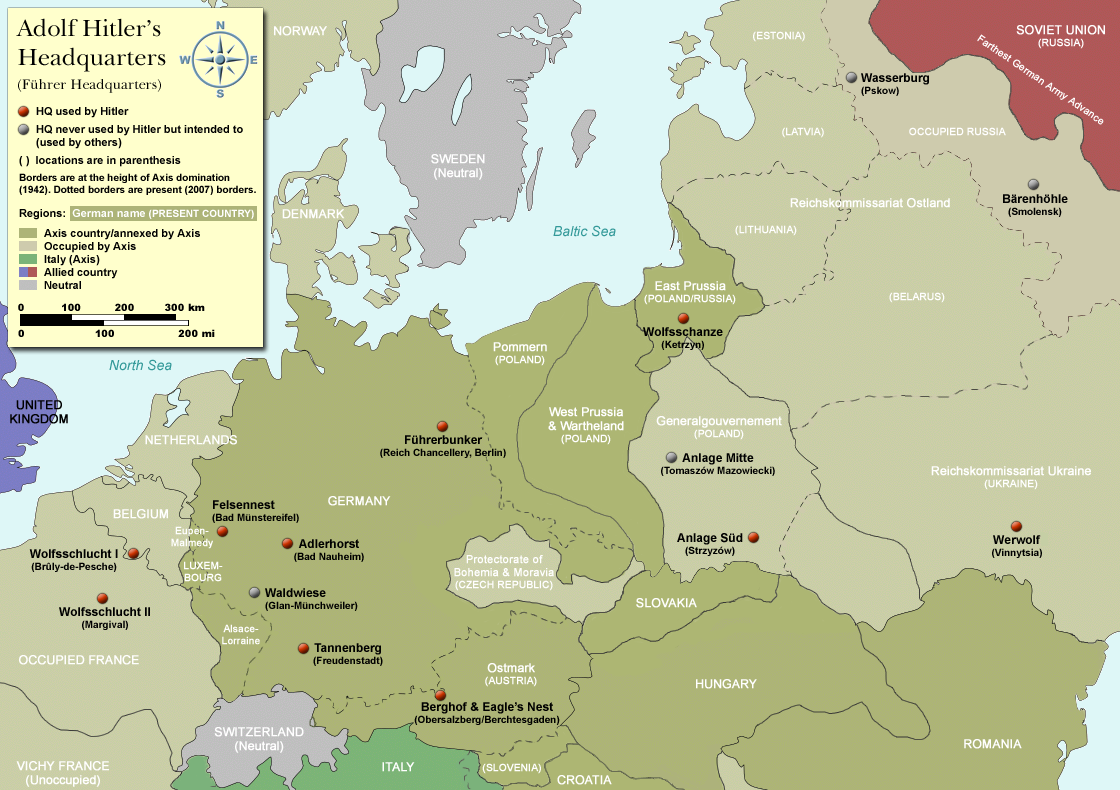
Hitlers högkvarter.

Den 20 november lämnade diktatorn "Wolfsschanze" för sista gången för att bege sig till Führerbunkern i Berlin. Den 16 januari 1945 anlände Hitler till Berlin och inrättade sitt högkvarter i rikskansliet på Wilhelmstrasse. Den 16 december beordrade Hitler Ardenneroffensiven, den sista offensiven på västfronten som trots några inledande framgångar snabbt kom av sig. Generalstabschefen Guderian hade varnat Hitler att anfallet var meningslöst men "Führern" hade insisterat att det skulle genomföras ändå. Genom anfallet i väst blottades östfronten där den röda armén började sin offensiv den 12 januari 1945. Historikern Sebastian Haffner menar att Hitlers kalkyl kan ha varit att just försvaga östfronten för att underlätta en sovjetisk offensiv som möjligtvis skulle leda till att de västallierade i ett sådant läge skulle vilja förhandla med Tyskland. Mer troligt är enligt Haffner dock att Hitler hade börjat vända sig mot det tyska folket som inte delade Hitlers vilja att fortsätta till det totala nederlaget utan som istället hoppades på att kriget skulle ta slut så snabbt och skonsamt som möjligt, helst i ett scenario där Tyskland ockuperades av västmakterna istället för Sovjetunionen. Att tyskarna inte var beredda att fortsätta kriget in i det sista får ett visst stöd i Götz Alys forskning som har tittat på exempelvis hur många nyfödda barn som fick namnet Adolf och ifall dödsannonserna för stupade soldater innehöll frasen "Stupad för Führer, folk och fosterland" eller om man bara skrev "Stupad för folk och fosterland". Utifrån det konstruerade Aly och hans medarbetare den s.k. "Adolfkurvan" som enligt dem visar att stödet för nationalsocialismen hade sjunkit kontinuerligt fram till 1944. Haffner tolkar Ardenneroffensiven som ett medvetet drag att försvaga östfronten och för att på så sätt hämnas mot tyskarna som inte längre tänkte som diktatorn.

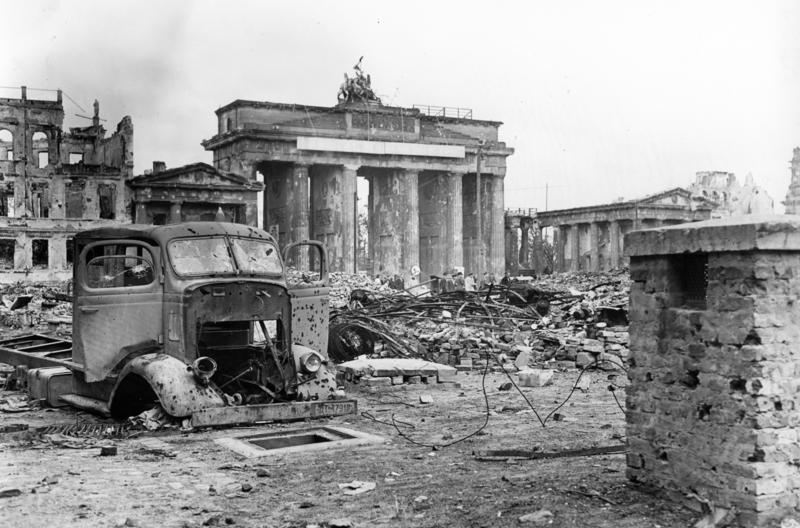
Brandenburger Tor 1945.

Viljan att undanröja möjligheten till ett drägligt liv för civilbefolkningen manifesterades också i "Nero-ordern" som Hitler gav den 19 mars 1945 och som gick ut på att förstöra alla materiella tillgångar i Tyskland. Hitler kommenterade denna order med orden: "Om kriget förloras, är också folket förlorat. Det är inte nödvändigt att ta någon hänsyn till det som det tyska folket måste ha för att få det primitivaste sätt att leva vidare." På ett liknande vis hade Hitler redan yttrat sig i november 1941 när den tyska offensiven hade fastnat i Sovjetunionen. Sebastian Haffner ser även här Hitlers huvudsakliga motivation i att förgöra det egna folket som inte ville fortsätta kriget. De mest fanatiska SS- och partimedlemmarna genomförde ordern som den var tänkt vilket ledde till att civilbefolkningen nu hamnade i kläm mellan både de fientliga trupperna och de egna. Dock var det också många som inte följde ordern, i Berlin exempelvis förstördes endast ca 10% av alla broar. Det mest kända exemplet av dem som motsatte sig var rustningsminister Albert Speer som vägrade att genomföra ordern. När Hitler fick reda på detta kallade han Speer till sig, men denna episod fick inga allvarliga konsekvenser för Speer.
Den tyska armén skulle kämpa till det bittra slutet och det tyska folket skulle om det var "nödvändigt" gå sin undergång till mötes då det enligt Hitler inte visat sig "starkt nog" att vinna kriget. Under senvintern 1945 gav Hitler order om total fysisk ödeläggelse av Tyskland men denna order följdes inte av flertalet underlydande.

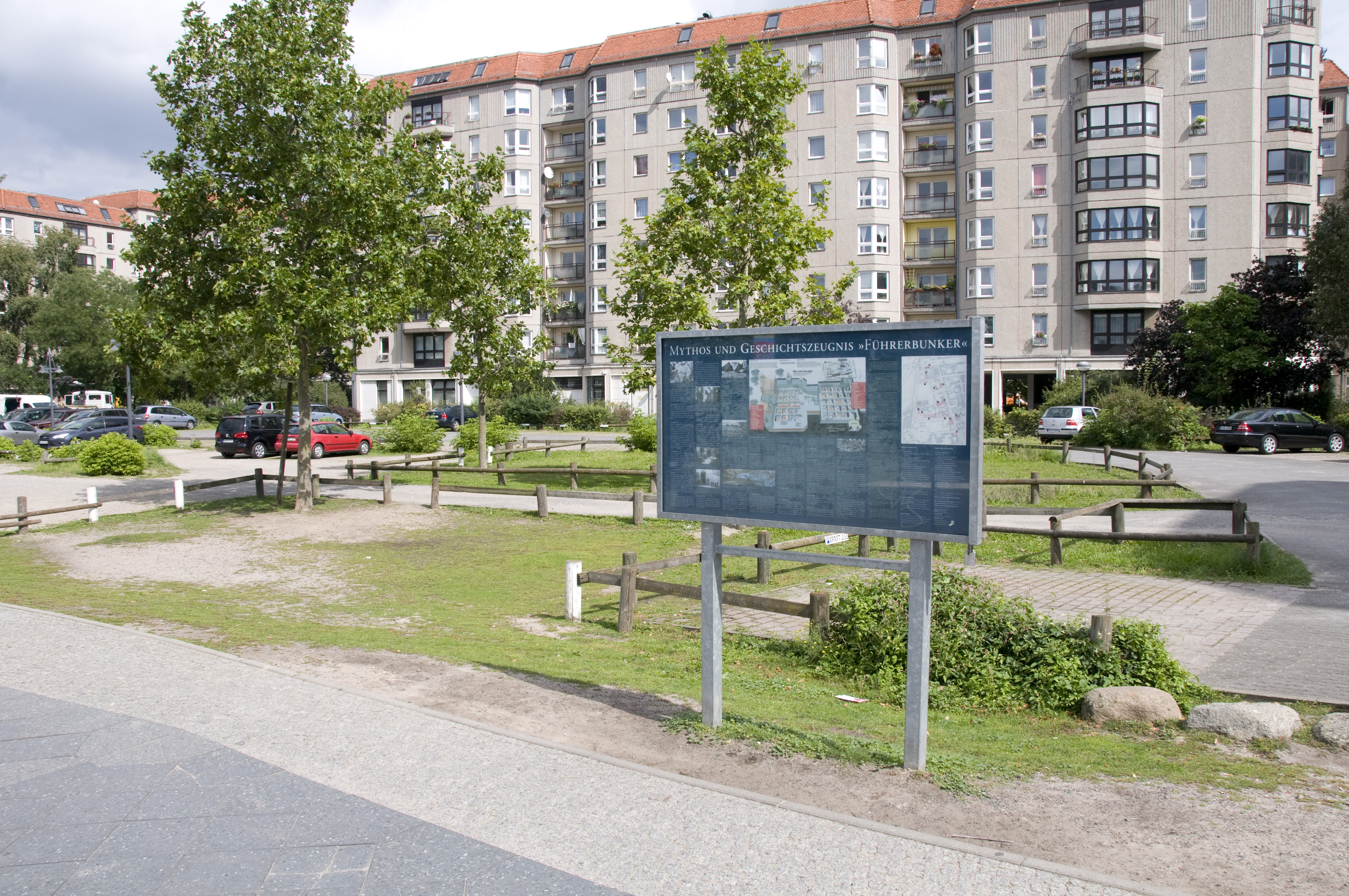
Platsen ovanför "Führerbunkern" (2011).

Den 15 april lämnade Hitler och hans följe rikskansliet för att bege sig in i bunkern som låg tolv meter under marken. Hela skyddsrumskomplexet hade plats för 1 000 personer, själva Führerbunkern utgjorde bara en del av det. Adolf Hitler och Eva Braun hade var sitt rum och intill deras sovrum befann sig konferensrummet på 14 kvadratmeter. När Hitler fyllde 56 den 20 april samlades nazisttopparna en sista gång och försökte övertala honom om att fly till Obersalzberg vilket denne dock avböjde och menade att avgörandet skulle ske i Berlin. Hitlers hälsa försämrades nu påtagligt, han vände på dygnet och enligt sekreteraren Christa Schröder började han vräka i sig mängder av kakor. Hitler beskrivs under hans sista tid i livet som lättretlig, vilket förstärktes av att han lade sig klockan åtta på morgonen och gick upp klockan elva. Den 21 april hade Hitler gett order om att SS-generalen Felix Steiner skulle leda ett undsättningsanfall mot Berlin. Vid en lägesrapport den 22 april meddelade hans generaler att detta anfall inte hade skett vilket föranledde ett raseriutbrott av Hitler som varade i en halv timme. Efter utbrottet sa Hitler: "Mina herrar, det är slut. Jag stannar här i Berlin och kommer att skjuta mig när tiden är inne. Den som vill kan gå, det står var och en fritt." Ett sista samtal mellan Hitler och Speer ägde rum på kvällen den 23 april. Under samtalet bekräftade Führern sitt beslut att ta livet av sig. Stämningen bland dem som var kvar i bunkern pendlade nu mellan vansinne och desperation, ett vanligt samtalsämne var hur man på bästa sätt kunde ta livet av sig. Att Hitler helt hade tappat kontakt med verkligheten visade sig ännu en gång den 27 april när han pratade om att återerövra oljefälten, medan den röda armén stod några kilometer från bunkern. När Hitler den 28 april fick reda på att Himmler hade försökt att föra kapitulationsförhandlingar med de västallierade ville han låta avrätta Himmler. Men eftersom detta inte gick lät han skjuta Himmlers adjutant och Eva Brauns svåger SS-generalen Hermann Fegelein istället.
Jämte honom återfanns flickvännen Eva Braun och nära medarbetare som Martin Bormann och propagandaministern Joseph Goebbels. SS-chefen Heinrich Himmler som i praktiken varit rikets näst mäktigaste man i åratal blev dock fråntagen alla maktbefogenheter sedan Hitler några dagar före sitt självmord fått vetskap om Himmlers försök att mäkla fred med västmakterna genom förmedling av Folke Bernadotte från Röda Korset. Hitler fortsatte att utfärda hänsynslösa order in i det sista; till exempel skulle alla soldater som retirerade eller gav upp omedelbart avrättas när ryssarna närmade sig Berlin.

### Hitlers död (april 1945)
Hitler hade sedan 1932 haft ett hemligt förhållande med Eva Braun och de gifte sig kort efter midnatt den 29 april 1945. I och med giftermålet antog Eva Braun lagligen efternamnet Hitler.
Omkring klockan 04.00 dikterade Hitler sitt politiska och personliga testamente för sekreteraren Traudl Junge där han utnämnde storamiral Karl Dönitz till sin efterträdare som Tysklands statsöverhuvud och Joseph Goebbels till rikskansler. Testamentet innehöll hätska utfall mot såväl judarna som det tyska folket som inte visat tillräcklig "offervilja" för att vinna kriget. Den 29 april hade Hitler fått kännedom om två händelser som fick honom att bestämma sig för att begå självmord den 30 april. Den 28 april hade Italiens forne diktator Benito Mussolini och dennes älskarinna Clara Petacci arkebuserats och därefter hängts upp i fötterna i en sönderbombad bensinstation i centrala Milano. Hitler ville till varje pris undvika att bli tillfångatagen levande eller att hans kropp skulle skändas på liknande sätt. I slutet av april hade Heinrich Himmler försökt fredsförhandla med amerikanerna; detta gjorde Hitler rasande och han talade om det slutgiltiga sveket.
På förmiddagen den 30 april, då Röda armén befann sig endast cirka 500 meter från bunkern, hade Hitler ett möte med general Helmuth Weidling, befälhavare för Berlins försvar. Denne informerade Hitler om att de styrkor som försvarade Berlins centrala delar snart skulle stå utan ammunition. Weidling fick Hitlers tillåtelse att göra ett utbrytningsförsök.
Enligt Hitlers sekreterare Traudl Junge åt Hitler och hans personal en sista lunch den 30 april, innan diktatorn tog avsked från dem. Omkring klockan 14.30 drog sig Hitler och hans hustru Eva tillbaka till Hitlers personliga arbetsrum. Ungefär en timme senare, vid klockan 15.30, begick de självmord. Exakt hur Hitler begick självmord är omtvistat. Ögonvittnen har berättat att han först bet sönder en cyanidampull och därefter sköt sig i munnen eller tinningen. Andra ögonvittnen menar att han inte alls använde sig av gift. De ryska rättsläkare som obducerade Hitlers förkolnade kvarlevor och i synnerhet hans kranium hävdade att man funnit glassplitter mellan Hitlers tänder. Historikern Anton Joachimsthaler motsätter sig denna version och menar att Hitler sköt sig med en pistol i huvudet utan att ta gift. Detta grundar sig på flera ögonvittnen, bland andra SS-adjutant Otto Günsche. Det är dock ställt bortom allt tvivel att Eva Braun svalde gift. Hitlers betjänt Heinz Linge hade tillsammans med Martin Bormann och Günsche gått in i Hitlers vardagsrum strax efter att denne hade tagit livet av sig. Kropparna bars ut i rikskansliets trädgård där de brändes. Kremeringen ombesörjdes av Hitlers chaufför Erich Kempka och Otto Günsche. Traudl Junge berättar att hon hade satt sig vid trappan som ledde mot Führerbunkerns utgång och att Günsche kom uppför trappan och hade satt sig bredvid henne någon gång efter klockan tre  på eftermiddagen. Enligt henne luktade han bensin och yttrade orden: "Jag har utfört Führerns sista order...hans lik är bränt".
Hitler dödförklarades officiellt 1956; först då fanns det möjlighet att förhöra nyckelpersoner som befann sig i Hitlers närhet när han begick självmord. Bland dessa nyckelvittnen befann sig Hitlers betjänt Heinz Linge som under ed berättade det han såg.
Efter kriget florerade emellertid rykten om att Hitler överlevt och flytt till Sydamerika eller gått under jorden i Europa. En dokumentär som sändes på "History Channel" 2015 försökte att bevisa att Hitler hade flytt till Sydamerika. Denna typ av rykten har funnits sedan krigets slut men avfärdas av seriösa historiker. Särskilt efter järnridåns fall som öppnade upp tidigare slutna sovjetiska arkiv. Stalin visade sig vara mycket intresserad av att få veta om Hitler verkligen var död och sovjetisk militär kartlade platsen och de sista dygnens förlopp minutiöst.

## Hitler som person

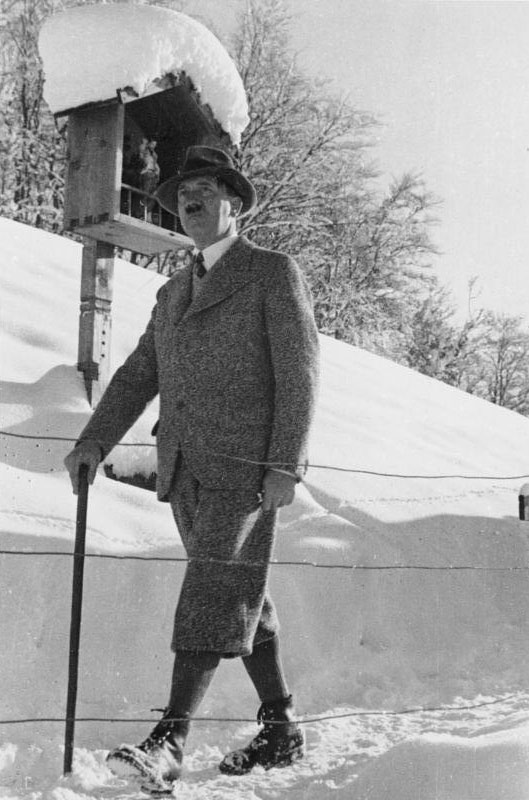
Adolf Hitler vandrar i Bayern 1930.

Hitlers sekreterare under flera år, Traudl Junge, har beskrivit honom som vänlig mot sina underordnade. Hitler var även hundvän och hade en schäfer vid namn Blondi. Men Hitlers mentala tillstånd, särskilt under krigets sista år, har blivit föremål för många undersökningar och spekulationer. Många människor som träffat Hitler personligen har beskrivit honom som artig, trevlig och näst intill blyg. Albert Speer har beskrivit hans karisma som en "magnetisk eller hypnotisk egenskap" och uppger att han blev så tagen efter att första gången ha hört Hitler tala att han var tvungen att ta en lång promenad i skogen för att samla sig. Men han skriver också att andra gången han mötte Hitler fick intrycket av en "obehärskad, grälsjuk person" och tillägger: "Denne Hitler var mycket olik den lugne och civiliserade man som jag hade upplevt tillsammans med studenterna."
Hitler som talare kunde konsten att piska upp känslor genom att både egga och beveka åhörarna med "en fullt avsiktlig blandning av ursinne och förnuft".
Hitler var förälskad i systerdottern Geli Raubal, som tog sitt liv med Hitlers pistol efter ett gräl med honom den 18 september 1931. Efter det talade Hitler, uppskakad av det inträffade, om att lämna politiken, tankar som han inom kort dock skrinlade.
Från och med 1941 visade sig Hitler alltmer sällan offentligt och sista levnadsåret gjorde han knappt några offentliga framträdanden alls. Propagandaministeriet under ledning av Goebbels försåg emellertid tyska folket med ständiga hyllningar av deras Führer. Hitler hade senare delen av sitt liv kroniska magproblem och höll sig från 1931 till en vegetariskt inspirerad diet. De allt större motgångarna på slagfälten från och med vintern 1942/1943 påverkade hans psykiska hälsa mycket negativt med symptom som påminde om Parkinsons sjukdom. Det finns dock inte några bevis för att han verkligen led av Parkinsons sjukdom. Han plågades tidvis också av allvarliga sömnproblem, hade dålig aptit och visade total likgiltighet även inför det egna folkets lidande.
Från 1933 bodde Hitler i Haus Wachenfeld på sluttningen av berget Obersalzberg, 12 mil sydöst om München. En omfattande ombyggnation fram till 1935 resulterade i residenset Berghof. Byggnaden bombades svårt av de allierade den 25 april 1945, fem dagar före Hitlers självmord i Berlin. Den 30 april 1952, på årsdagen av Hitlers död, beslöt Bayerns regering att spränga allt som fanns kvar av byggnaden. Idag är området jämnat med marken och igenschaktat, det enda som återstår att se är en del av en stödmur.